# Estorninho-malhado
O estorninho-malhado (nome científico: Sturnus vulgaris) é um passeriforme de tamanho médio da família dos esturnídeos (Sturnidae). Tem cerca de 20 centímetros de comprimento e uma plumagem preta brilhante com brilho metálico, salpicado de branco em algumas épocas do ano. As pernas são rosadas e o bico preto no inverno e amarelo no verão; pássaros jovens têm plumagem mais marrom do que os adultos. É um pássaro barulhento, especialmente em poleiros comunitários e outras situações gregárias, com canto não musical, mas variado. Seu dom para o mimetismo foi observado na literatura, incluindo o Mabinogion e as obras de Plínio, o Velho e William Shakespeare.
O estorninho-malhado tem cerca de 12 subespécies que se reproduzem em habitats abertos em toda a sua área nativa na Europa temperada e do Paleártico ao oeste da Mongólia, e foi introduzido na Austrália, Nova Zelândia, Canadá, Estados Unidos, México, Argentina, África do Sul e Fiji. Esta ave é residente no oeste e sul da Europa e no sudoeste da Ásia, enquanto as populações do nordeste migram ao sul e oeste no inverno dentro da área de reprodução e também mais ao sul da Península Ibérica e do norte da África. O estorninho-malhado constrói um ninho desordenado numa cavidade natural ou artificial na qual são colocados quatro ou cinco ovos brilhantes e azul-claros. Estes levam duas semanas para eclodir e os filhotes permanecem no ninho por mais três semanas. Normalmente, há uma ou duas tentativas de reprodução a cada ano. Esta espécie é onívora, tendo grande variedade de invertebrados, bem como sementes e frutos. É caçado por vários mamíferos e aves de rapina, e é hospedeiro de uma série de parasitas externos e internos.
Grandes bandos típicos desta espécie podem ser benéficos à agricultura controlando pragas de invertebrados; no entanto, os estorninhos-malhados também podem ser pragas quando se alimentam de frutas e brotos. Podem ser um incômodo por causa do barulho e bagunça causados por seus grandes poleiros urbanos. Populações introduzidas em particular foram submetidas a uma série de controles, incluindo abate, mas estes tiveram sucesso limitado, exceto na prevenção da colonização da Austrália Ocidental. A espécie diminuiu em número em partes do norte e oeste da Europa desde a década de 1980 devido a menos invertebrados de pastagem disponíveis como alimento para filhotes em crescimento. Apesar disso, acredita-se que sua enorme população global não esteja diminuindo significativamente, então o estorninho-malhado é classificado como de menor preocupação pela União Internacional para a Conservação da Natureza (UICN / IUCN).

## Taxonomia e sistemática
O estorninho-malhado foi descrito pela primeira vez por Carlos Lineu em seu Systema Naturae em 1758 sob seu nome binomial atual. Sturnus e vulgaris são derivados do latim para "estorninho" e "comum", respectivamente. O inglês antigo staer, depois stare e o latim sturnus são ambos derivados de uma raiz indo-europeia desconhecida que remonta ao II milênio a.C.. O inglês Starling foi registrado pela primeira vez no século XI, quando se referia aos juvenis da espécie, mas no XVI já havia suplantado "stare" para se referir a pássaros de todas as idades. O nome mais antigo é referenciado no poema de William Butler Yeats The Stare's Nest by My Window. O nome vernáculo inglês preferido do Congresso Ornitológico Internacional é estorninho-comum.
A família dos estorninhos, os esturnídeos (Sturnidae), é um grupo inteiramente do Velho Mundo, além de introduções em outros lugares, com o maior número de espécies no Sudeste Asiático e na África Subsaariana. O gênero Sturnus é polifilético e as relações entre seus membros não estão totalmente resolvidas. A relação mais próxima do estorninho-malhado é o estorninho-preto (Sturnus unicolo). O estorninho-preto não migratório pode ser descendente duma população ancestral de S. vulgaris que sobreviveu num refúgio ibérico durante um retiro da Idade do Gelo, e estudos de genes mitocondriais sugerem que poderia ser considerado subespécie do estorninho-malhado. Há mais variação genética entre as populações de estorninhos-malhados do que entre o estorninho-malhado e o estorninho-preto. Embora os restos de estorninhos-malhados sejam conhecidos desde o Pleistoceno Médio, parte do problema na resolução de relacionamentos nos esturnídeos é a escassez do registro fóssil à família como um todo.

### Subespécies
Existem várias subespécies do estorninho-malhado, que variam clinalmente em tamanho e tom de cor da plumagem adulta. A variação gradual ao longo da faixa geográfica e extensa intergradação significa que a aceitação das várias subespécies varia entre as autoridades.
| Subespécies                                              | Autoridade     | Distribuição | Comentários |
| -------------------------------------------------------- | -------------- | --- | --- |
| Estorninho-europeu (S. v. vulgaris)                      | Lineu, 1758    | Maior parte da Europa, exceto o extremo noroeste e extremo sudeste; também Islândia e as Ilhas Canárias                                                              | Espécie nominal |
| Estorninho-das-faroé (S. v. faroensis)                   | Feilden, 1872  | Ilhas Faroé | Ligeiramente maior que o nominal, principalmente no bico e nos pés. Adulto com brilho verde mais escuro e opaco e muito menos manchas, mesmo em plumagem fresca. Juvenil preto fuliginoso com queixo e áreas esbranquiçadas na barriga; a garganta manchada de preto.                                               |
| Estorninho-das-xetlândia (S. v. zetlandicus)             | Hartert, 1918. | Ilhas Xetlândia | Como faroensis, mas de tamanho intermediário entre essa subespécie e vulgaris. Aves da ilha Fair, Saint Kilda e as Hébridas Exteriores são intermediárias entre esta subespécie e a nomeação e colocação com vulgaris ou zetlandicus varia de acordo com a autoridade.                                              |
| Estorninho-dos-açores (S. v. granti)                     | Hart, 1903     | os Açores | Como o nominal, porém menor, principalmente os pés. Muitas vezes forte brilho roxo nas partes superiores. |
| Estorninho siberiano (S. v. poltaratskyi)                | (Finsch, 1878) | Leste de Bascortostão ao leste através dos montes Urais e centro da Sibéria, ao Lago Baical e oeste da Mongólia                                                      | Como o nominal, mas com brilho na cabeça predominantemente roxo, no dorso verde, nos flancos geralmente azul-púrpura, nas coberturas superiores das asas verde-azuladas. Em voo, franjas cor-de-canela evidentes nas coberturas e axilares sob as asas; essas áreas podem parecer muito pálidas em plumagem fresca. |
| Estorninho-do-mar-negro (S. v. tauricus)                 | Buturlin, 1904 | Da Crimeia e leste do rio Dniepre ao leste ao redor da costa do mar Negro ao oeste da Ásia Menor. Não encontrado nos planaltos, onde é substituído por purpurascens. | Como o nominal, mas decididamente de asas longas. Brilho da cabeça verde, do corpo bronze-púrpura, dos flancos e das coberturas superiores das asas bronze-esverdeado. As asas inferiores enegrecidas com franjas pálidas das coberturas. Quase impecável na plumagem de reprodução.                                |
| Estorninho-da-turquia-oriental (S. v. purpurascens)      | Gould, 1868    | Leste da Turquia para Tiblíssi e lago Sevã, nas terras altas da costa leste do Mar Negro, substituindo tauricus                                                      | Como o nominal, mas as asas mais longas e o brilho verde restrito às coberturas das orelhas, pescoço e parte superior do tórax. Brilho roxo em outros lugares, exceto nos flancos e coberturas superiores das asas, onde é mais bronzeado. Asas posteriores escuras com franjas brancas finas às coberturas.        |
| Estorninho-caucasiano (S. v. caucasicus)                 | Lorenz, 1887   | o delta do Volga através do leste do Cáucaso e áreas adjacentes | Brilho verde na cabeça e no dorso, brilho roxo no pescoço e na barriga, mais azulado nas coberturas superiores das asas. As asas posteriores como de purpurascens. |
| Estorninho-da-ásia-central (S. v. porphyronotus)         | (Sharpe, 1888) | Oeste da Ásia Central, classificando-se em poltaratskyi entre as montanhas da Zungária e as montanhas Altai                                                          | Muito semelhante ao tauricus, porém menor e completamente alopátrico, sendo separado por purpurascens, caucasicus e nobilior. |
| Estorninho-de-hume ou estorninho-afegão (S. v. nobilior) | (Hume, 1879)   | Afeganistão, sudeste do Turquemenistão e adjacente ao Usbequistão a leste do Irã                                                                                     | Como purpurascens, mas menor e as asas mais curtas; as coberturas das orelhas brilhavam em púrpura, e a parte de baixo e a parte superior das asas brilhavam bastante avermelhadas. |
| Estorninho-do-himalaia (S. v. humii)                     | (Brooks, 1876) | Da Caxemira ao Nepal | Pequena; brilho roxo restrito à área do pescoço e às vezes os flancos às coberturas da cauda, caso contrário, verde brilhante. Isso às vezes é tratado com o nome indicus dado por Hodgson.[b] |
| Estorninho-de-sinde (S. v. menor)                        | (Hume, 1873)   | Paquistão | Pequena; brilho verde restrito à cabeça e parte inferior da barriga e costas, de outra forma roxo brilhante. |

Aves da ilha Fair, Saint Kilda e Hébridas Exteriores são de tamanho intermediário entre S. v. zetlandicus e a forma nominal, e sua colocação como subespécie varia de acordo com a autoridade. Os juvenis escuros típicos dessas formas insulares são ocasionalmente encontrados na Escócia continental e em outros lugares, indicando algum fluxo gênico de faroensis ou zetlandicus, subespécies anteriormente consideradas isoladas. Várias outras subespécies foram nomeadas, mas geralmente não são mais consideradas válidas. A maioria são intergrades que ocorrem onde os intervalos de várias subespécies se encontram. Estes incluem: S. v. ruthenus Menzbier, 1891 e S. v. jitkowi Buturlin, 1904, que são intergrades entre vulgaris e poltaratskyi da Rússia ocidental; S. v. graecus Tschusi, 1905 e S. v. balcanicus Buturlin e Harms, 1909, que são intergrades entre vulgaris e tauricus do sul dos Bálcãs ao centro da Ucrânia e por toda a Grécia até o Bósforo; e S. v. heinrichi Stresemann, 1928, um intergrade entre caucasicus e nobilior no norte do Irã. S. v. persepolis Ticehurst, 1928 do sul do Irã (província de Fars) é muito semelhante a vulgaris, e não está claro se é uma população residente distinta ou simplesmente migrantes do sudeste da Europa.

## Descrição

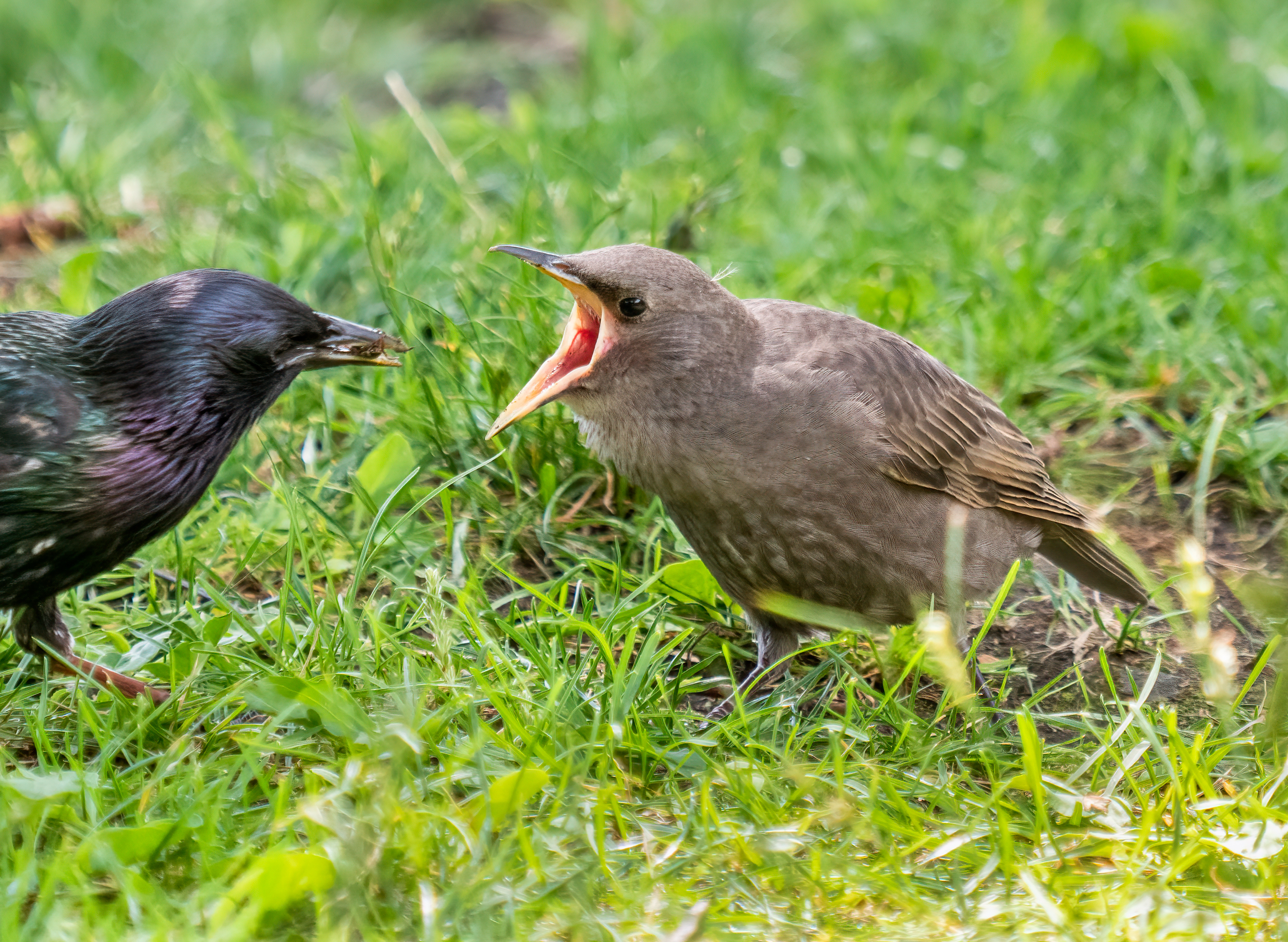
Um juvenil sendo alimentado por um adulto em Boston

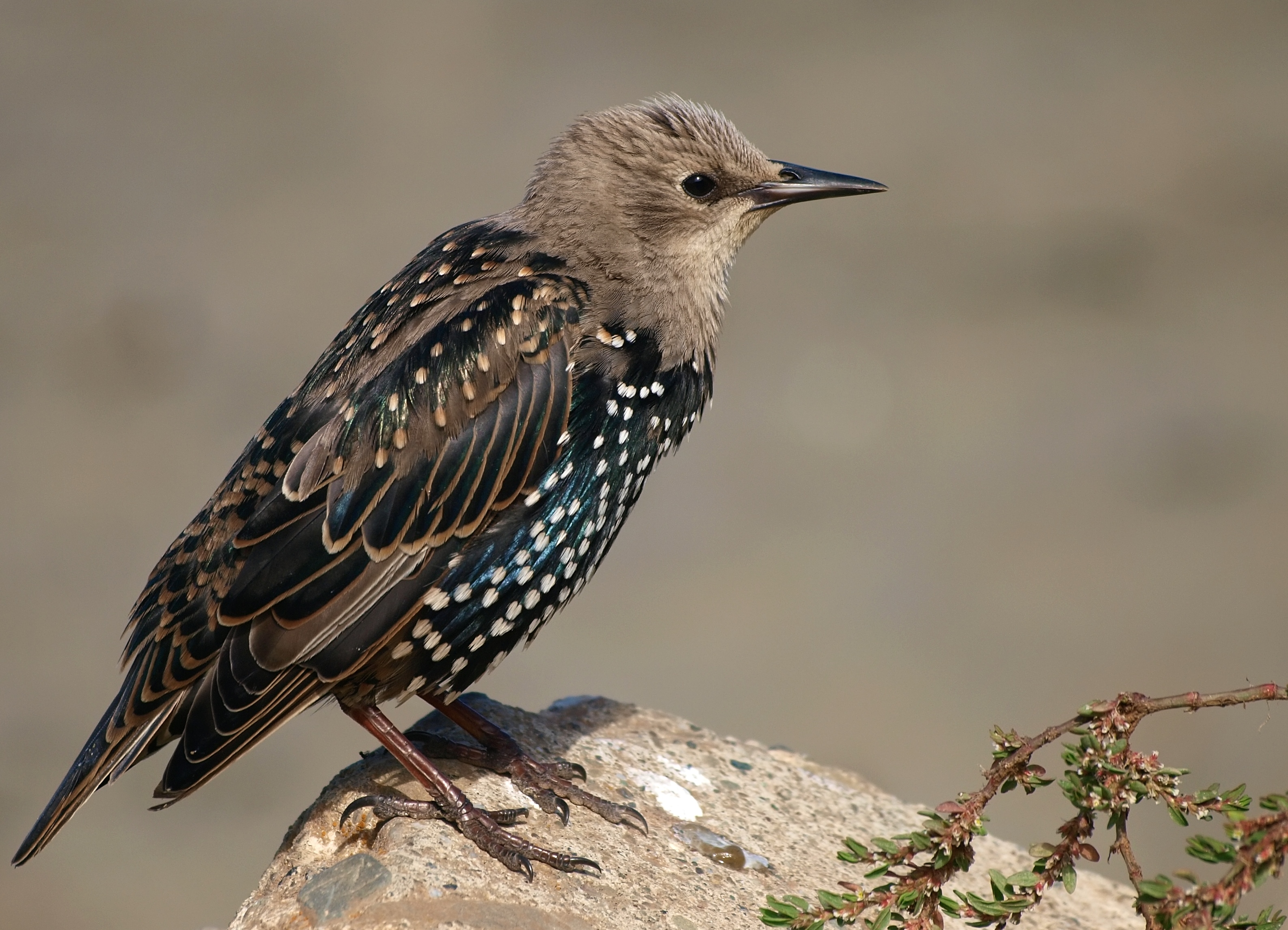
Um imaturo na Califórnia. Mudou parcialmente em sua plumagem de primeiro inverno; no entanto, a plumagem marrom juvenil é proeminente em sua cabeça e pescoço

O estorninho-malhado tem 19–23 centímetros (7,5–9,1 polegadas) de comprimento, com uma envergadura de 31–44 centímetros (12–17 polegadas) e um peso de 58–101 gramas (2,0–3,6 onças). Entre as medidas padrão, a corda da asa é de 11,8 a 13,8 centímetros (4,6 a 5,4 polegadas), a cauda é de 5,8 a 6,8 centímetros (2,3 a 2,7 polegadas), o culme é de 2,5 a 3,2 centímetros (0,98 a 1,26 polegada) e o tarso é 2,7 a 3,2 centímetros (1,1 a 1,3 polegada). A plumagem é preta iridescente, roxa ou verde brilhante e pontilhada de branco, especialmente no inverno. As partes inferiores dos estorninhos-malhados machos adultos são menos manchadas do que as das fêmeas adultas numa determinada época do ano. As penas da garganta dos machos são longas e soltas e são usadas em exibição, enquanto as das fêmeas são menores e mais pontiagudas. As pernas são robustas e vermelho-rosadas ou acinzentadas. O bico é estreito e cônico com uma ponta afiada; no inverno é preto acastanhado, mas no verão, as fêmeas têm bicos amarelo-limão com bases rosadas, enquanto os machos têm bicos amarelos com bases cinza-azuladas. A muda ocorre uma vez por ano - no final do verão, após o término da época de reprodução; as penas frescas são proeminentemente brancas (penas do peito) ou amareladas (penas das asas e do dorso), o que dá à ave uma aparência salpicada. A redução da mancha na época de reprodução é alcançada através do desgaste das pontas das penas brancas. Os juvenis são marrom-acinzentados e em seu primeiro inverno se assemelham aos adultos, embora muitas vezes mantenham algumas franjas juvenis marrons, especialmente na cabeça. Eles geralmente podem ser sexados pela cor das íris, marrom rico nos machos, marrom-rato ou cinza nas fêmeas. A estimativa do contraste entre uma íris e a pupila central sempre escura tem 97% de precisão na determinação do sexo, aumentando para 98% se o comprimento das penas da garganta também for considerado. O estorninho-malhado é de tamanho médio tanto para os padrões de estorninhos quanto para os padrões de passeriformes. Distingue-se facilmente de outros passeriformes de tamanho médio, como tordos, icterídeos ou pequenos corvídeos, por sua cauda relativamente curta, bico afiado e em forma de lâmina, formato de barriga redonda e pernas fortes e consideráveis (e de cor avermelhada). Em voo, suas asas fortemente pontiagudas e a coloração escura são distintivas, enquanto no solo também é característico o seu andar estranho, um tanto bamboleante. A coloração e a constituição geralmente distinguem essa ave de outros estorninhos, embora o estorninho imaculado intimamente relacionado possa ser fisicamente distinguido pela falta de manchas iridescentes na plumagem de reprodução adulta.
Como a maioria dos estorninhos terrestres, o estorninho-malhado se move andando ou correndo, em vez de pular. Seu voo é bastante forte e direto; suas asas triangulares batem muito rapidamente e periodicamente os pássaros deslizam por curto caminho sem perder muita altura antes de retomar o voo motorizado. Quando em bando, os pássaros decolam quase simultaneamente, rodam e giram em uníssono, formam uma massa compacta ou se arrastam num riacho fino, agrupam-se novamente e pousam de maneira coordenada. Na migração pode voar a 60–80 quilômetros por hora (37–50 milhas por hora) e cobrir até 1 000–1 500 quilômetros (620–930 milhas). Vários estorninhos terrestres, incluindo os do gênero Sturnus, têm adaptações do crânio e dos músculos que ajudam na alimentação por sondagem. Essa adaptação é mais fortemente desenvolvida no estorninho-malhado (junto com os estorninhos-pretos e de faces-brancas), onde os músculos transferidores responsáveis pela abertura da mandíbula são aumentados e o crânio é estreito, permitindo que o olho seja movido para frente para olhar para baixo. comprimento do bico. Essa técnica envolve inserir o bico no chão e abri-lo como forma de procurar alimentos escondidos. Estorninhos-malhados têm as características físicas que lhes permitem usar esta técnica de alimentação, que sem dúvida ajudou a espécie a se espalhar por toda parte. Na Península Ibérica, no Mediterrâneo Ocidental e no noroeste da África, o estorninho-malhado pode ser confundido com o estorninho-preto, estreitamente aparentado, cuja plumagem, como o próprio nome indica, tem cor mais uniforme. De perto pode-se ver que este último tem penas de garganta mais longas, fato particularmente perceptível quando canta.

### Vocalização

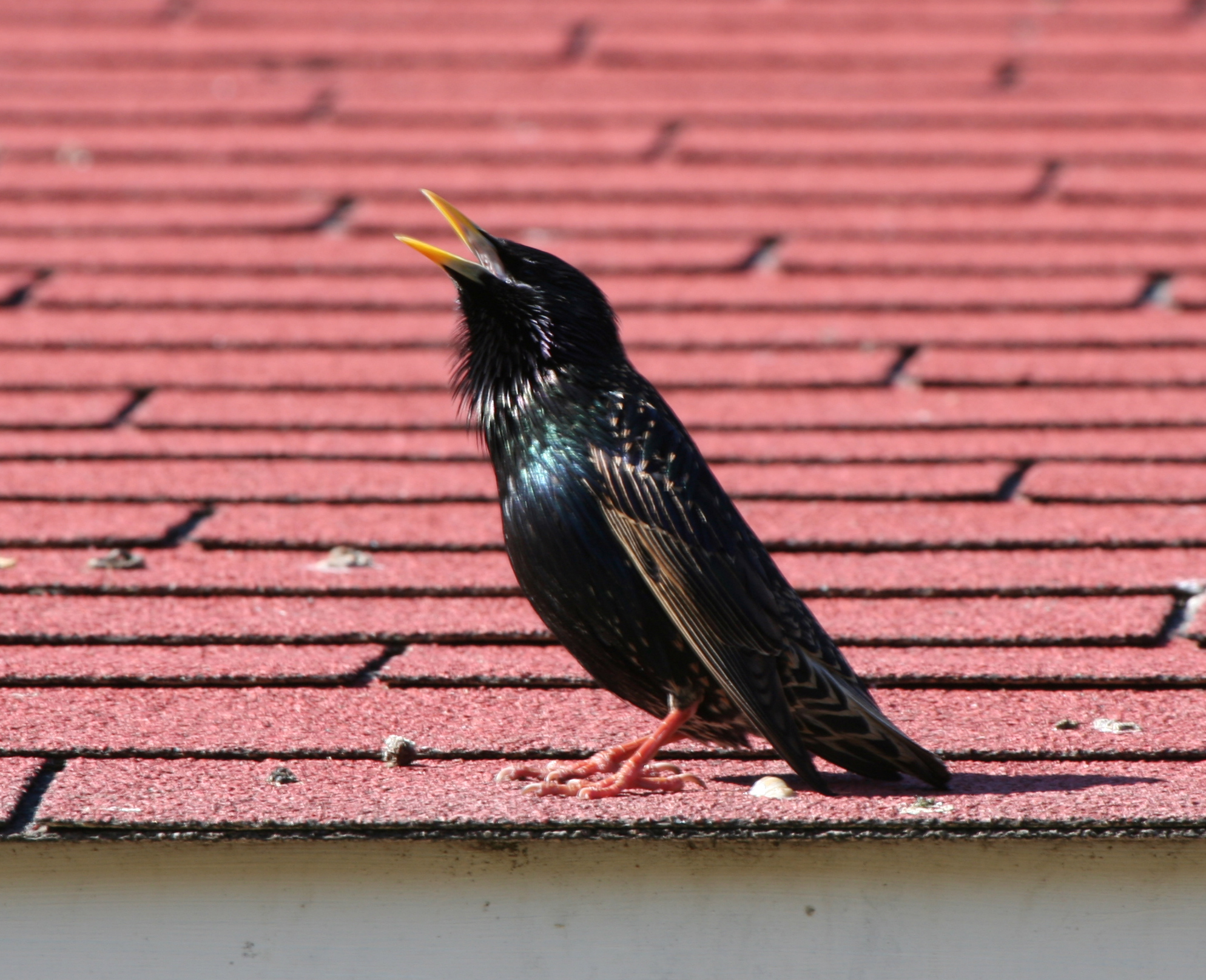
Macho adulto cantando e exibindo suas longas penas na garganta

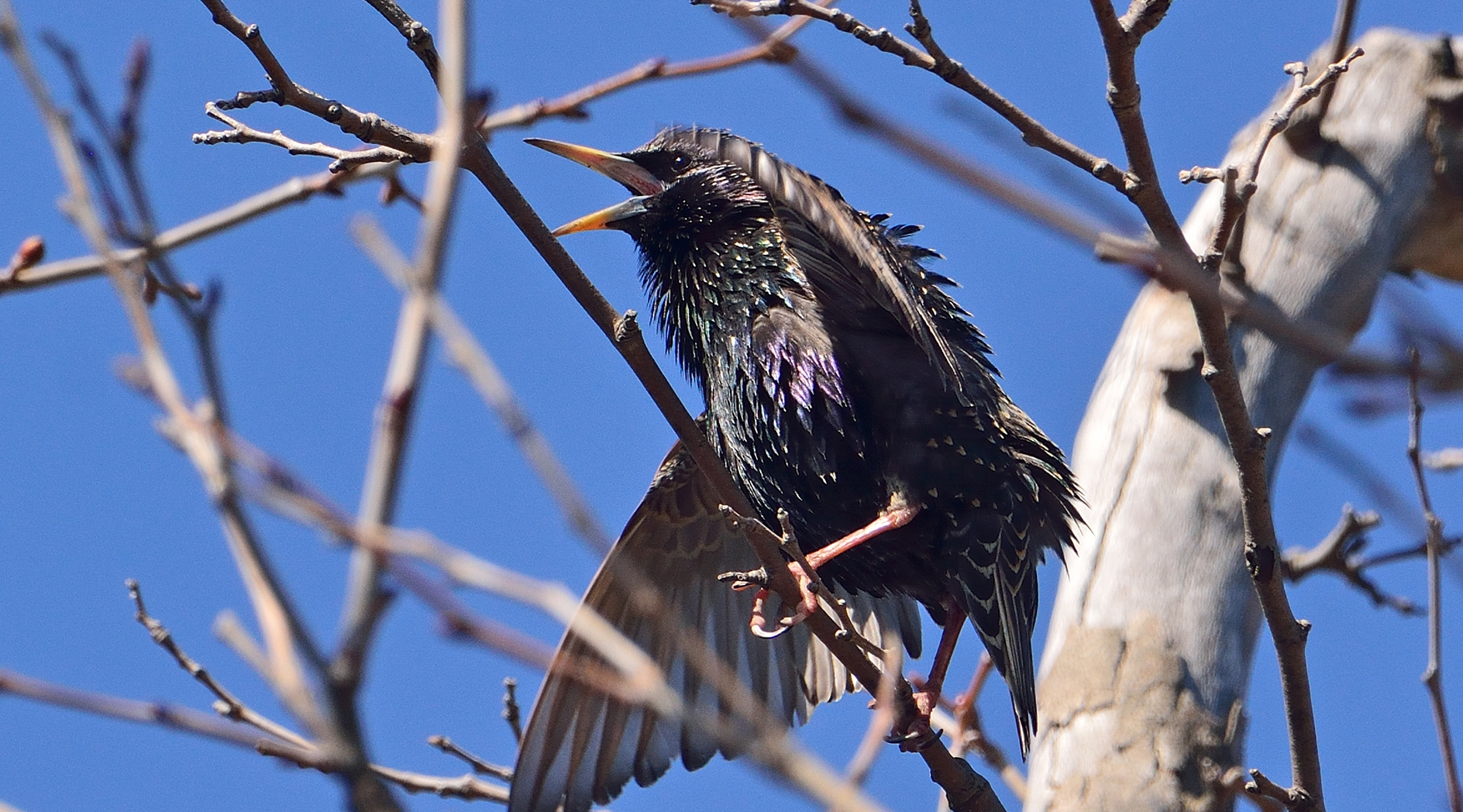
Macho cantando no Parque Spring Creek em Nova Iorque

O estorninho-malhado é um pássaro barulhento. Sua música consiste numa ampla variedade de ruídos melódicos e mecânicos como parte duma sucessão ritual de sons. O macho é o cantor principal e se envolve em episódios de música que duram um minuto ou mais. Cada um deles normalmente inclui quatro variedades de tipo de música, que se sucedem numa ordem regular sem pausa. Começa com uma série de assobios de tom puro e estes são seguidos pela parte principal do canto, uma série de sequências variáveis que muitas vezes incorporam trechos de canto imitados de outras espécies de pássaros e vários ruídos naturais ou feitos pelo homem. A estrutura e simplicidade do som imitado é de maior importância do que a frequência com que ocorre. Em alguns casos, observou-se que um estorninho selvagem imita um som que ouviu apenas uma vez. Cada clipe de som é repetido várias vezes antes que o pássaro passe para o próximo. Após esta seção variável vem uma série de tipos de cliques repetidos seguidos por uma explosão final de música de alta frequência, novamente formada por vários tipos. Cada pássaro tem seu próprio repertório com pássaros mais proficientes com um alcance de até 35 tipos de cantos variáveis e até 14 tipos de cliques.
Os machos cantam constantemente à medida que o período de reprodução se aproxima e executam com menos frequência quando os pares se unem. Na presença de uma fêmea, um macho às vezes voa para seu ninho e canta da entrada, aparentemente tentando atrair a fêmea. As aves mais velhas tendem a ter repertório mais amplo do que as mais jovens. Aqueles machos que se envolvem em períodos mais longos de canto e que têm repertórios mais amplos atraem parceiras mais cedo e têm maior sucesso reprodutivo do que outros. As fêmeas parecem preferir parceiros com canções mais complexas, talvez porque isso indique maior experiência ou longevidade. Ter uma música complexa também é útil para defender um território e impedir que machos menos experientes invadam. Além de ter adaptações do crânio e dos músculos para cantar, os estorninhos machos também têm uma siringe muito maior do que as fêmeas. Isso se deve ao aumento da massa muscular e dos elementos aumentados do esqueleto da siringe. A siringe do estorninho macho é cerca de 35% maior do que sua contraparte feminina. No entanto, esse dimorfismo sexual é menos pronunciado do que em espécies de pássaros canoros, como o mandarim (Taeniopygia guttata), onde a siringe do macho é 100% maior que a da fêmea.
O canto também ocorre fora da época de reprodução, ocorrendo durante todo o ano, exceto no período de muda. Os cantores são mais comumente do sexo masculino, embora as fêmeas também cantem de vez em quando. A função dessa música fora de época é mal compreendida. Onze outros tipos de canto foram descritos, incluindo canto de bando, canto de ameaça, canto de ataque, canto de rosnado e canto de cópula. A chamada de alarme é um grito áspero, e enquanto forrageando juntos, estorninhos-malhados brigam incessantemente. Eles tagarelam enquanto empoleiram-se e tomam banho, fazendo muito barulho que pode irritar as pessoas que moram nas proximidades. Quando um bando de estorninhos-malhados está voando juntos, os movimentos sincronizados das asas dos pássaros fazem um som característico que pode ser ouvido a centenas de metros de distância.

## Comportamento e ecologia
O estorninho-malhado é uma espécie altamente gregária, especialmente no outono e inverno. Embora o tamanho do bando seja muito variável, bandos enormes e barulhentos - murmúrios - podem se formar perto dos poleiros. Acredita-se que essas densas concentrações de pássaros sejam uma defesa contra ataques de aves de rapina, como falcões-peregrinos (Falco peregrinus) ou gaviões-da-europa (Accipiter nisus). Os bandos formam uma formação esférica apertada em voo, frequentemente expandindo e contraindo e mudando de forma, aparentemente sem nenhum tipo de líder. Cada estorninho-malhado muda seu curso e velocidade como resultado do movimento de seus vizinhos mais próximos.
Poleiros muito grandes, de até 1,5 milhão de aves, se formam nos centros das cidades, bosques e canaviais, causando problemas com seus excrementos. Estes podem acumular-se até 30 centímetros (12 polegadas) de profundidade, matando árvores pela sua concentração de produtos químicos. Em quantidades menores, os excrementos atuam como fertilizantes e, portanto, os administradores de florestas podem tentar mover poleiros de uma área da floresta para outra para se beneficiar do aprimoramento do solo e evitar grandes depósitos tóxicos. Bandos de mais de um milhão de estorninhos-malhados podem ser observados pouco antes do pôr do sol na primavera no sudoeste da Jutlândia, Dinamarca, sobre os pântanos dos municípios de Tønder e Esbjerg entre Tønder e Ribe. Eles se reúnem em março até que as aves escandinavas do norte partem para suas áreas de reprodução em meados de abril. Seu comportamento de enxame cria formas complexas em silhueta contra o céu, um fenômeno conhecido localmente como sort sol ("sol negro"). Bandos de cinco a cinquenta mil estorninhos-malhados se formam em áreas do Reino Unido pouco antes do pôr do sol durante o meio do inverno. Esses bandos são comumente chamados de murmurações.

### Alimentação

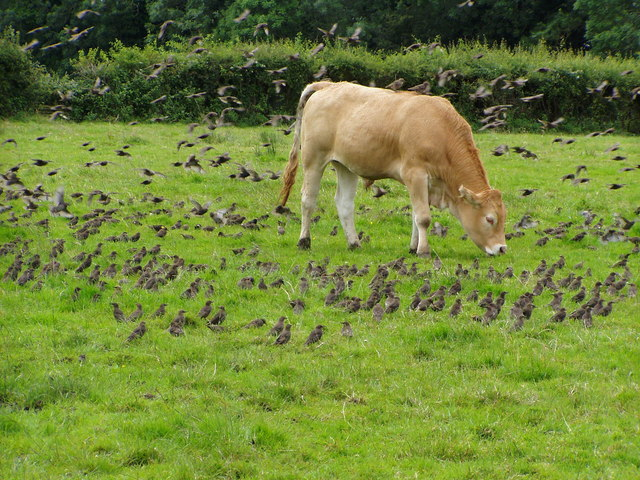
Um enxame forrageando numa fazenda na Irlanda do Norte

O estorninho-malhado é amplamente insetívoro e se alimenta de pragas e outros artrópodes. A gama de alimentos inclui aranhas, tipulídeos, mariposas, efemerópteros, libélulas, zigópteros, gafanhotos, tesourinhas, neurópteros, tricópteros, dípteros, besouros, Symphyta, abelhas, vespas e formigas. As presas são consumidas nos estágios de desenvolvimento de adultos e larvas, e estorninhos-malhados também comem minhocas, caracóis, pequenos anfíbios e lagartos. Embora o consumo de invertebrados seja necessário para uma reprodução bem-sucedida, são onívoros e também podem comer grãos, sementes, frutas, néctar e restos de comida se surgir a oportunidade. Os esturnídeos diferem da maioria das aves, pois não podem metabolizar facilmente alimentos contendo altos níveis de sacarose, embora possam lidar com outras frutas, como uvas e cerejas. A subespécie isolada do estorninho-malhado dos Açores come os ovos da andorinha-do-mar-rosada (Sterna dougallii), ameaçada de extinção. Medidas estão sendo introduzidas para reduzir as populações de estorninhos-malhados, eliminando antes que as andorinhas-do-mar retornem às suas colônias de reprodução na primavera.
Existem vários métodos pelos quais os estorninhos-malhados obtêm seu alimento, mas, na maioria das vezes, se alimentam perto do solo, pegando insetos da superfície ou logo abaixo. Geralmente, preferem forragear entre gramíneas curtas e comem com animais pastando ou empoleiram-se em suas costas, onde também se alimentam de parasitas externos do mamífero. Grandes bandos podem se envolver numa prática conhecida como "alimentação por rolo", onde as aves na parte de trás do bando voam continuamente para a frente, onde as oportunidades de alimentação são melhores. Quanto maior o bando, mais próximos os indivíduos estão uns dos outros enquanto forrageiam. Os bandos geralmente se alimentam num lugar por algum tempo e retornam aos locais anteriores com sucesso.
Existem três tipos de comportamentos de forrageamento observados. "Sondagem" envolve o pássaro mergulhando o bico no chão aleatoriamente e repetidamente até que um inseto seja encontrado, e muitas vezes é acompanhado por um bico aberto onde o pássaro abre o bico no solo para ampliar um buraco. Este comportamento, descrito pela primeira vez por Konrad Lorenz e dado o termo alemão zirkeln, também é usado para criar e alargar buracos em sacos plásticos de lixo. Leva tempo para os estorninhos-malhados aperfeiçoarem essa técnica e, por causa disso, a dieta dos pássaros jovens geralmente contém menos insetos. "Expectoração" é a captura de insetos voadores diretamente do ar, e "estocada" é a técnica menos comum de atacar para frente para pegar um invertebrado em movimento no chão. As minhocas são capturadas puxando do solo. Estorninhos-malhados que têm períodos sem acesso à comida, ou têm redução nas horas de luz disponíveis para alimentação, compensam aumentando sua massa corporal pela deposição de gordura.

### Aninhamento

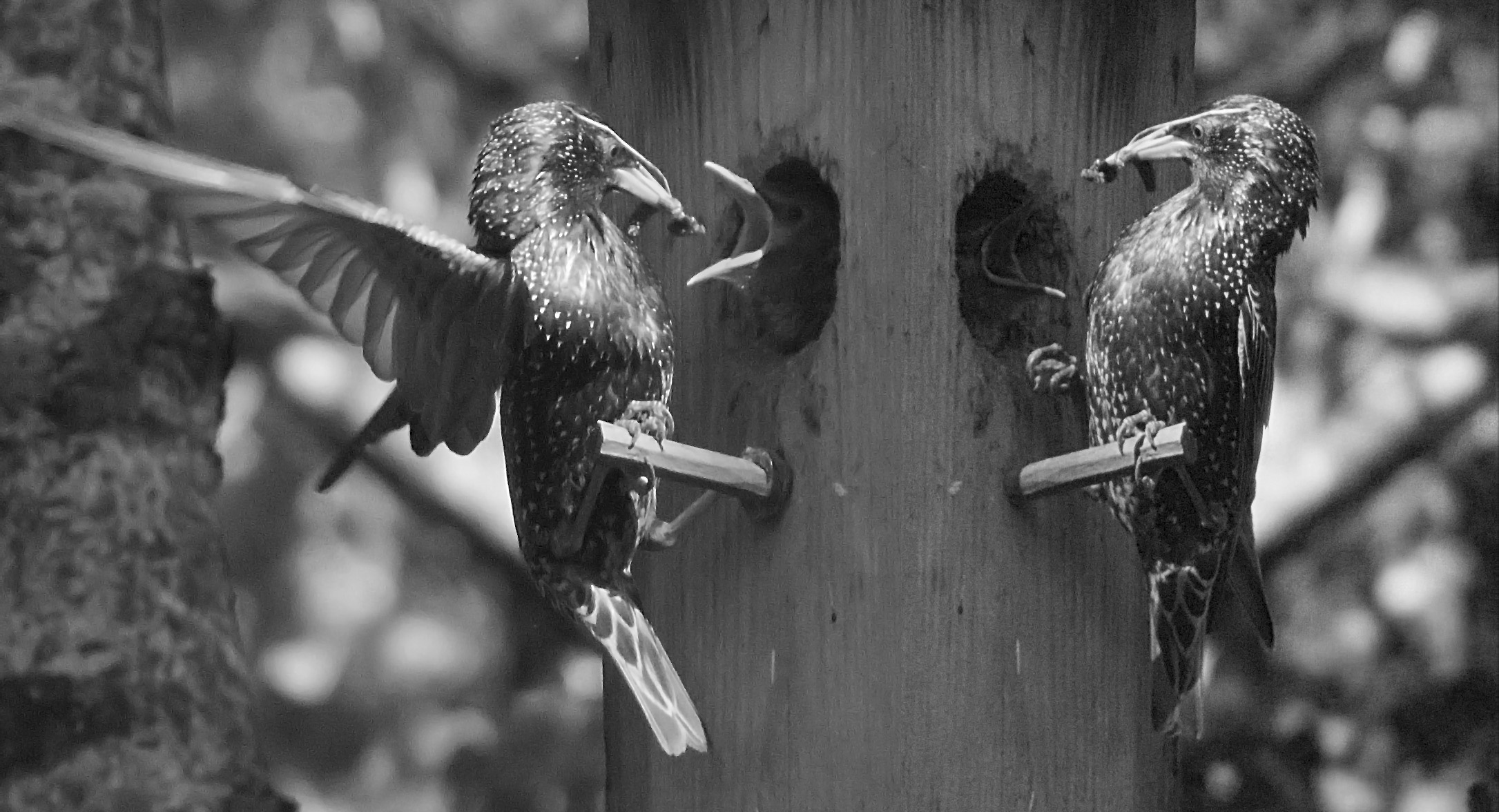
Um pai alimentando seu filhote

Machos não pareados encontram uma cavidade adequada e começam a construir ninhos para atrair fêmeas solteiras, muitas vezes decorando o ninho com ornamentos como flores e material verde fresco, que a fêmea posteriormente desmonta ao aceitá-lo como companheiro. A quantidade de material verde não é importante, desde que algum esteja presente, mas a presença de ervas no material decorativo parece ser significativa para atrair um parceiro. O cheiro de plantas como milefólio atua como um atrativo olfativo às fêmeas.
Os machos cantam durante grande parte da construção e ainda mais quando uma fêmea se aproxima do seu ninho. Após a cópula, o macho e a fêmea continuam a construir o ninho. Os ninhos podem estar em qualquer tipo de buraco, locais comuns incluem dentro de árvores ocas, edifícios, tocos de árvores e poedouros feitos pelo homem. S. v. zetlandicus normalmente se reproduz em fendas e buracos em penhascos, um habitat raramente usado pela forma nominal. Os ninhos são tipicamente feitos de palha, grama seca e galhos com um forro interno feito de penas, lã e folhas macias. A construção geralmente leva quatro ou cinco dias e pode continuar durante a incubação.
Estorninhos-malhados são monogâmicos e polígamos; embora as ninhadas sejam geralmente criadas por um macho e uma fêmea, ocasionalmente o casal pode ter um ajudante extra. Os pares podem fazer parte duma colônia e, nesse caso, vários outros ninhos podem ocupar as mesmas árvores ou árvores próximas. Os machos podem acasalar com uma segunda fêmea enquanto a primeira ainda está no ninho. O sucesso reprodutivo da ave é menor no segundo ninho do que no ninho primário e é melhor quando o macho permanece monogâmico.

### Reprodução

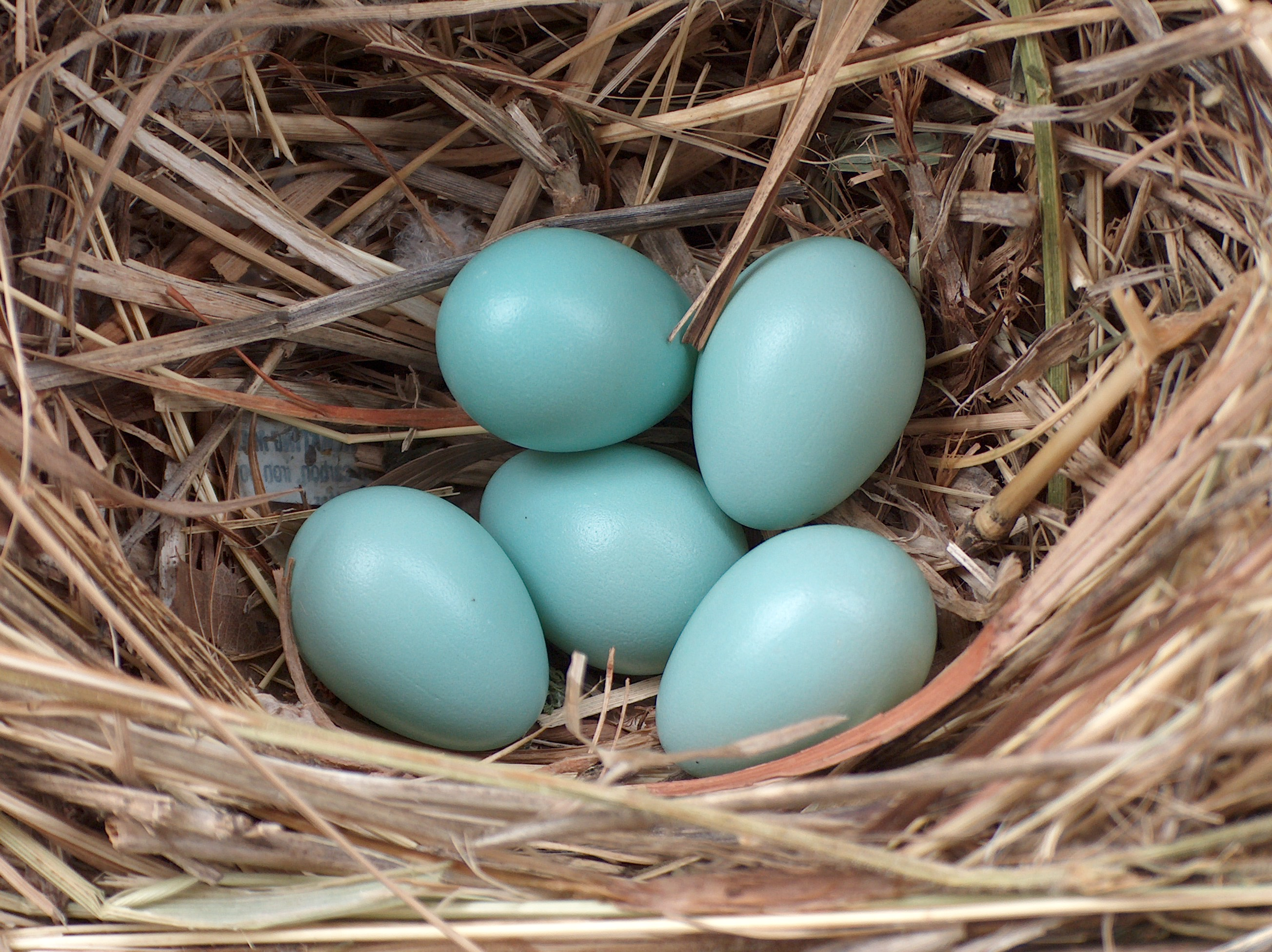
Cinco ovos num ninho

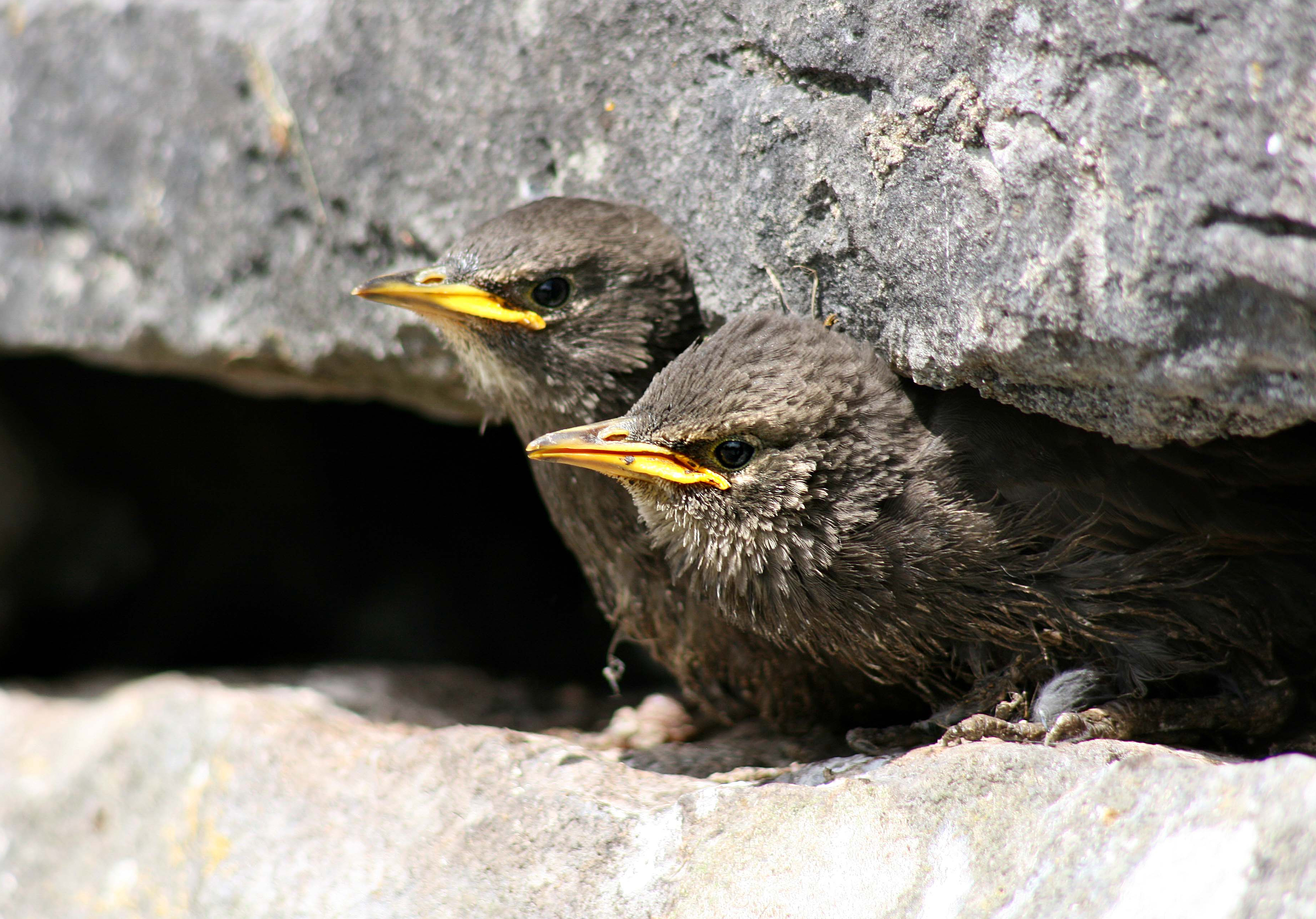
Filhotes esperando para serem alimentados na entrada de seu ninho feito numa brecha numa parede em Galway, Irlanda

A reprodução ocorre durante a primavera e o verão. Após a cópula, a fêmea põe ovos diariamente durante um período de vários dias. Se um ovo for perdido durante esse período, ela colocará outro para substituí-lo. Normalmente, há quatro ou cinco ovos com formato ovoide e azul-claro ou ocasionalmente branco, e geralmente têm aparência brilhante. A cor dos ovos parece ter evoluído através da visibilidade relativamente boa do azul em baixos níveis de luz. O tamanho do ovo é de 26,5–34,5 milímetros (1,04–1,36 polegada) de comprimento e 20,0–22,5 milímetros (0,79–0,89 polegada) de diâmetro máximo.
A incubação dura treze dias, embora o último ovo posto possa levar 24 horas a mais do que o primeiro a eclodir. Ambos os pais compartilham a responsabilidade de chocar os ovos, mas a fêmea passa mais tempo incubando-os do que o macho, e é o único pai a fazê-lo à noite, quando o macho retorna ao poleiro comunal. Os jovens nascem cegos e nus. Desenvolvem penugem leve dentro de sete dias após a eclosão e podem ver dentro de nove dias. Uma vez que os filhotes são capazes de regular sua temperatura corporal, cerca de seis dias após a eclosão, os adultos param de remover os excrementos do ninho. Antes disso, a incrustação molhava tanto a plumagem dos filhotes quanto o material do ninho, reduzindo assim sua eficácia como isolamento e aumentando o risco de resfriar os filhotes. Os filhotes permanecem no ninho por três semanas, onde são alimentados continuamente por ambos os pais. Os filhotes continuam a ser alimentados por seus pais por mais uma ou duas semanas. Um casal pode criar até três ninhadas por ano, frequentemente reutilizando e revestindo o mesmo ninho, embora duas ninhadas sejam típicas, ou apenas uma ao norte de 48°N. Dentro de dois meses, a maioria dos juvenis terá mudado e ganhado sua primeira plumagem básica. Adquirem sua plumagem adulta no ano seguinte. Tal como acontece com outros passeriformes, o ninho é mantido limpo e os sacos fecais dos filhotes são removidos pelos adultos.
Parasitas de ninhada intraespecíficos são comuns em ninhos de estorninhos-malhados. Fêmeas "flutuantes" (fêmeas não pareadas durante a época de reprodução) presentes nas colônias geralmente põem ovos no ninho de outro par. Os filhotes também foram relatados invadindo seus próprios ninhos ou ninhos vizinhos e expulsando uma nova ninhada. Os ninhos de estorninhos-malhados têm taxa de 48% a 79% de sucesso na criação, embora apenas 20% dos filhotes sobrevivam à idade reprodutiva; a taxa de sobrevivência adulta é mais próxima de 60%. A expectativa de vida média é de cerca de dois a três anos, com um registro de longevidade de 22 anos e 11 meses.

## Predadores e parasitas
A maioria dos predadores de estorninho são aves. A resposta típica dos grupos de estorninhos é levantar voo, com uma visão comum sendo bandos ondulantes de estorninhos voando alto em padrões rápidos e ágeis. Suas habilidades em voo raramente são igualadas por aves de rapina. Estorninhos-malhados adultos são caçados por falcões, como o açor-nortenho (Accipiter gentilis) e o gavião-da-europa (Accipiter nisus), e falcões, incluindo o falcão-peregrino (Falco peregrinus), ógea-eurasiática (Falco subbuteo) e peneireiro-eurasiático (Falco tinnunculus). Raptores mais lentos como milhafre-preto (Milvus migrans) e milhafre-real (Milvus milvus), a águia-imperial-oriental (Aquila heliaca), a águia-de-asa-redonda (Buteo buteo) e tartaranhão-do-pacífico (Circus approximans) tendem a levar os filhotes ou juvenis mais facilmente capturados. Enquanto empoleirados em grupos à noite, podem ser vulneráveis a corujas, incluindo o mocho-galego (Athene noctua), a coruja-pequena (Asio otus), a coruja-do-nabal (Asio flammeus), a coruja-das-torres (Tyto alba), a coruja-do-mato-europeia (Strix aluco) e bufo-real (Bubo bubo).
Mais de vinte espécies de gaviões, corujas e falcões são conhecidos por ocasionalmente predarem estorninhos selvagens na América do Norte, embora os predadores mais regulares de adultos provavelmente sejam falcões-peregrinos ou esmerilhões (Falco columbarius) de vida urbana. Mainatos-de-marcarilha-amarela (Acridotheres tristis) às vezes expulsam ovos, filhotes e estorninhos-malhados adultos de seus ninhos, e o indicador-pequeno-de-cabeça-cinzenta (Indicator minor), um parasita de ninhada, usa o estorninho-malhado como hospedeiro. No entanto, os estorninhos são mais comumente os culpados do que as vítimas do despejo do ninho, especialmente em relação a outros estorninhos e pica-paus. Os ninhos podem ser invadidos por mamíferos capazes de subir até eles, como pequenos mustelídeos (Mustela spp.), guaxinins (Procyon lotor) e esquilos (Sciurus spp.), e gatos podem pegar os incautos.
Estorninhos-malhados são hospedeiros duma ampla gama de parasitas. Uma pesquisa com trezentos estorninhos de seis estados dos Estados Unidos descobriu que todos tinham pelo menos um tipo de parasita; 99% tinham pulgas, ácaros ou carrapatos externos e 95% carregavam parasitas internos, principalmente vários tipos de vermes. Espécies sugadoras de sangue deixam seu hospedeiro quando morre, mas outros parasitas externos permanecem no cadáver. Uma ave com o bico deformado estava fortemente infestada de piolhos Mallophaga, presumivelmente devido à sua incapacidade de remover vermes. A pulga-da-galinha (Ceratophyllus gallinae) é a pulga mais comum em seus ninhos. A pequena e pálida pulga-do-pardal-doméstico (C. fringillae) também é encontrada ocasionalmente e provavelmente surge do hábito do seu principal hospedeiro de se apoderar dos ninhos de outras espécies. Esta pulga não ocorre nos Estados Unidos, mesmo em pardais-domésticos. Os piolhos incluem Menacanthus eurystemus, Brueelia nebulosa e Stumidoecus sturni. Outros parasitas artrópodes incluem carrapatos e ácaros Ixodes, como Analgopsis passerinus, Boydaia stumi, Dermanyssus gallinae, Ornithonyssus bursa, O. sylviarum, espécies de Proctophyllodes, Pteronyssoides truncatus e Trouessartia rosteri. O ácaro-da-galinha D. gallinae é predado pelo ácaro predador Androlaelaps casalis. A presença desse controle sobre o número de espécies parasitas pode explicar por que as aves estão preparadas para reutilizar ninhos antigos.
Insetos voadores que parasitam estorninhos-malhados incluem o mosca-piolho Omithomya nigricornis e a mosca saprófaga Carnus hemapterus. A última espécie rompe as penas de seu hospedeiro e vive das gorduras produzidas pela plumagem crescente. As larvas da mariposa Hofmannophila pseudospretella são necrófagas de ninhos, que se alimentam de material animal, como fezes ou filhotes mortos. Protozoários parasitas do sangue do gênero Haemoproteus foram encontrados em estorninhos-malhados, mas uma praga mais conhecida é o nematoide Syngamus trachea. Este verme se move dos pulmões à traqueia e pode causar a sufocação de seu hospedeiro. Na Grã-Bretanha, a gralha e o estorninho-malhado são as aves selvagens mais infestadas. Outros parasitas internos registrados incluem o verme Prosthorhynchus transversal. Estorninhos-malhados podem contrair tuberculose aviária, malária aviária e linfomas induzidos por retrovírus. Estorninhos em cativeiro geralmente acumulam excesso de ferro no fígado, uma condição que pode ser evitada pela adição de folhas de chá preto à comida.

## Distribuição e habitat

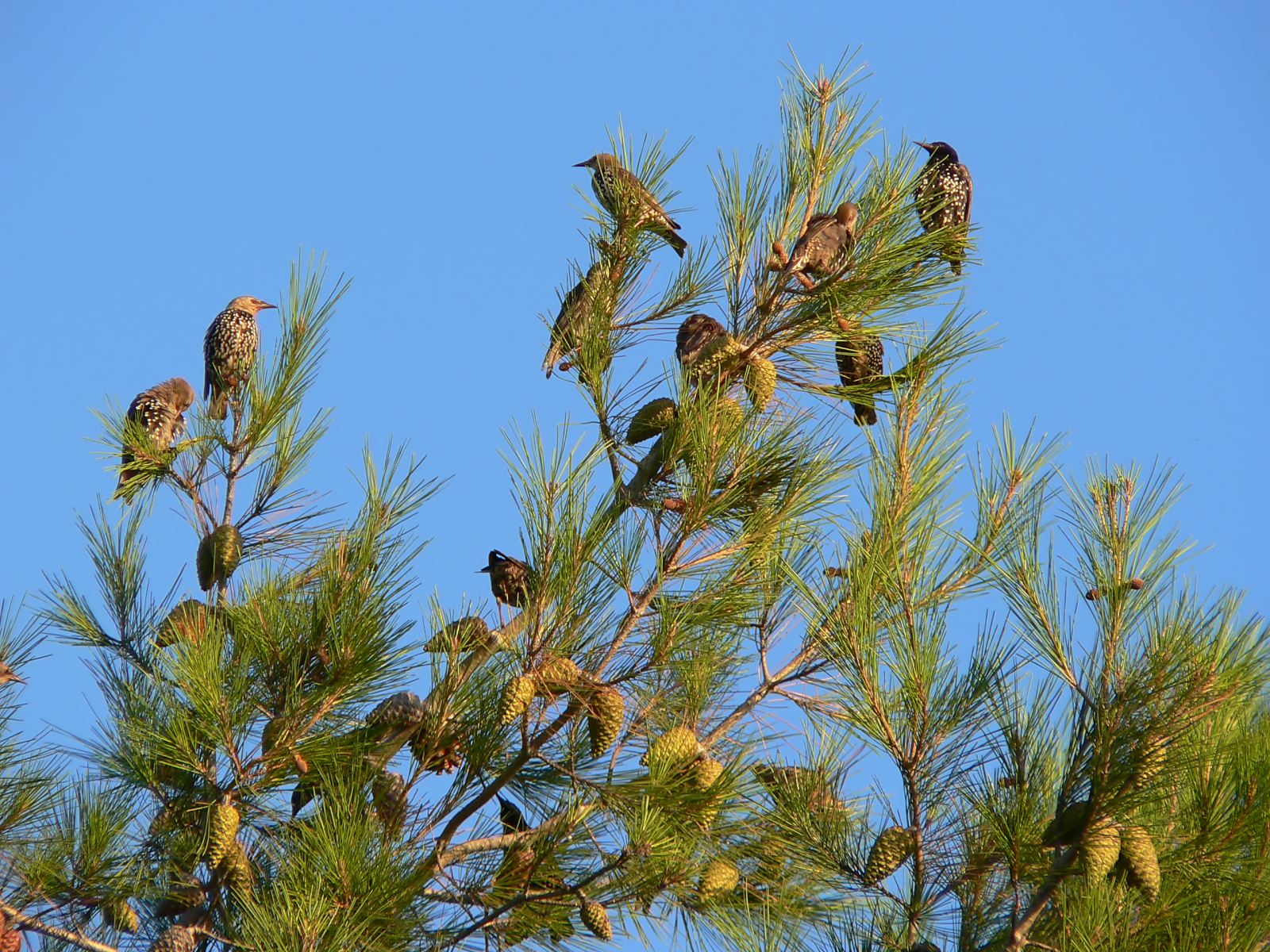
Bando descansando num pinheiro durante a migração

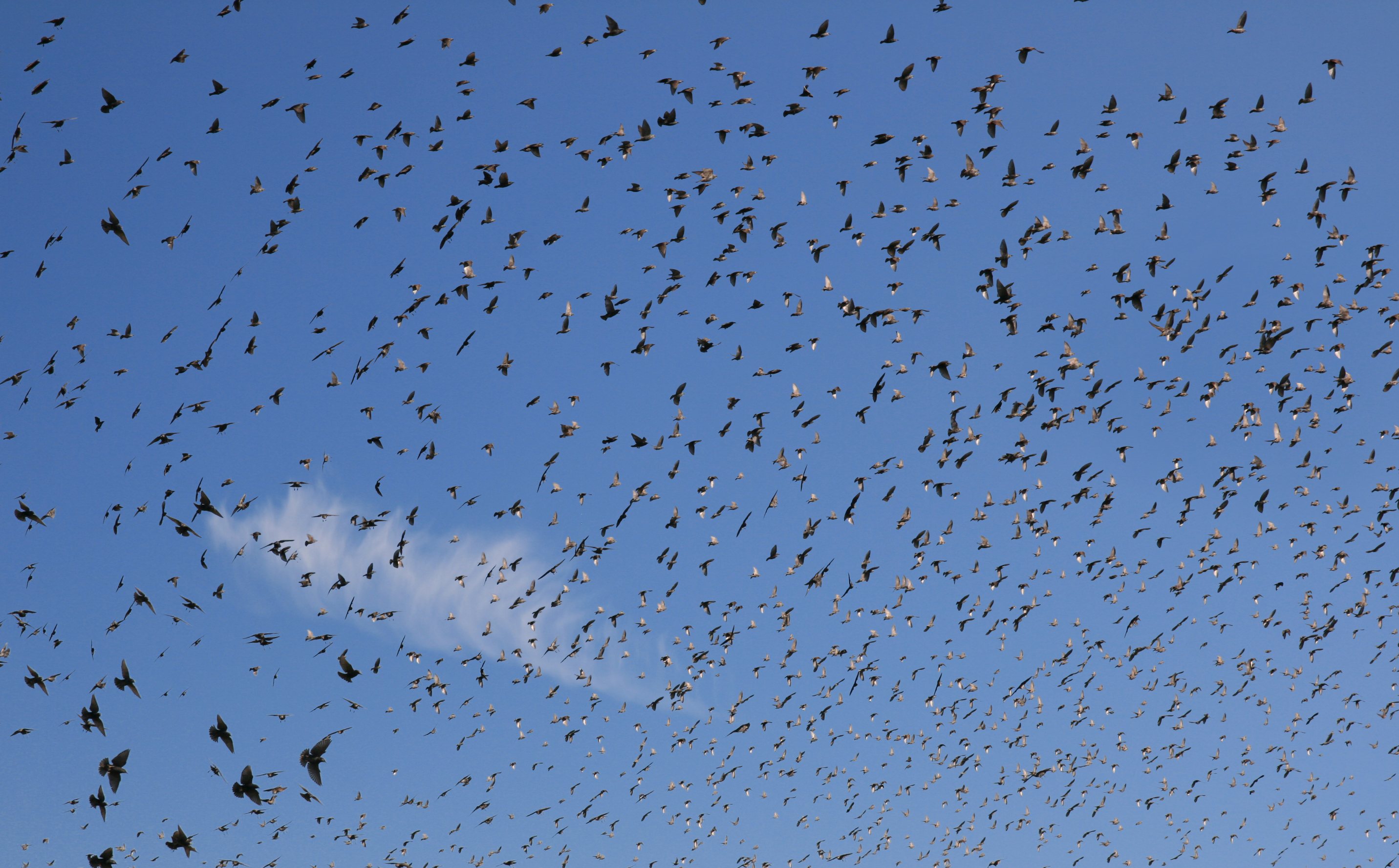
Bando no vale de Napa, Califórnia

A população global de estorninhos foi estimada em 310 milhões de indivíduos em 2004, ocupando uma área total de 8 870 000 quilômetros quadrados (3 420 000 milhas quadradas). Difundida em todo o Hemisfério Norte, a ave é nativa da Eurásia e é encontrada em toda a Europa, norte da África (do Marrocos ao Egito), Índia (principalmente no norte, mas se estendendo regularmente mais ao sul e se estendendo até as Maldivas) Nepal, Oriente Médio, incluindo Israel, Síria, Irã e Iraque, e noroeste da China.
Os estorninhos-malhados no sul e oeste da Europa e ao sul da latitude 40 °N são principalmente residentes, embora outras populações migrem de regiões onde o inverno é rigoroso, o solo congelado e a comida escassa. Um grande número de aves do norte da Europa, Rússia e Ucrânia migra para o sudoeste ou sudeste. No outono, quando os imigrantes chegam da Europa Oriental, muitos estorninhos-malhados da Grã-Bretanha partem à Península Ibérica e o norte da África. Outros grupos de pássaros estão em passagem pelo país e os caminhos desses diferentes fluxos de pássaros podem se cruzar. Das 15 mil aves anilhadas como filhotes em Merseyside, Inglaterra, indivíduos foram recuperados em várias épocas do ano em lugares tão distantes quanto Noruega, Suécia, Finlândia, Rússia, Ucrânia, Polônia, Alemanha e Países Baixos. Pequenos números de estorninhos-malhados foram observados esporadicamente no Japão e Honcongue, mas não está claro de onde essas aves se originaram. Na América do Norte, as populações do norte desenvolveram padrão de migração, deixando grande parte do Canadá no inverno. As aves do leste do país movem-se para o sul, e as aves do oeste mais distante invernam no sudoeste dos Estados Unidos.
Estorninhos-malhados preferem áreas urbanas ou suburbanas onde estruturas artificiais e árvores fornecem locais adequados de nidificação e poleiro. Os canaviais também são preferidos para empoleirar-se e os pássaros geralmente se alimentam em áreas gramadas, como terras agrícolas, pastagens, campos de jogos, campos de golfe e aeródromos onde a grama curta facilita o forrageamento. Ocasionalmente habitam florestas abertas e bosques e às vezes são encontrados em áreas arbustivas, como a charneca australiana. Estorninhos-malhados raramente habitam florestas densas e úmidas (ou seja, florestas tropicais ou florestas úmidas de esclerófila), mas são encontrados em áreas costeiras, onde nidificam e empoleiram-se em penhascos e forrageiam entre algas marinhas. Sua capacidade de se adaptar a uma grande variedade de habitats permitiu que se dispersassem e se estabelecessem em diversos locais ao redor do mundo, resultando numa faixa de habitats de zonas úmidas costeiras a florestas alpinas, de falésias a montanhas a 1 900 metros (6 200 pés) acima do nível do mar.

### Populações introduzidas
O estorninho-malhado foi introduzido e se estabeleceu com sucesso na Nova Zelândia, Austrália, África do Sul, América do Norte, Fiji e várias ilhas do Caribe. Como resultado, também conseguiu migrar à Tailândia, Sudeste Asiático e Nova Guiné.

#### América do Sul
Cinco indivíduos transportados num navio da Inglaterra desembarcaram perto do Lago de Maracaibo na Venezuela em novembro de 1949, mas posteriormente desapareceram. Em 1987, uma pequena população de estorninhos-malhados foi observada nidificando em jardins na cidade de Buenos Aires. Desde então, apesar de algumas tentativas iniciais de erradicação, a ave vem expandindo sua área de reprodução a uma taxa média de 7,5 quilômetros (4,7 milhas) por ano, mantendo-se a 30 quilômetros (19 milhas) da costa atlântica. Na Argentina, a espécie faz uso duma variedade de locais de nidificação naturais e artificiais, particularmente buracos de pica-pau.

#### Austrália
O estorninho-malhado foi introduzido na Austrália para consumir pragas de insetos de culturas agrícolas. Os primeiros colonos aguardavam com expectativa a sua chegada, acreditando que os estorninhos-malhados também eram importantes para a polinização do linho, um importante produto agrícola. Caixas-ninho para as aves recém-lançadas foram colocadas em fazendas e perto de plantações. O estorninho-malhado foi introduzido em Melbourne em 1857 e em Sydney duas décadas depois. Na década de 1880, populações estabelecidas estavam presentes no sudeste do país graças ao trabalho de comitês de aclimatação. Na década de 1920, estorninhos-malhados eram comuns em Vitória, Queenslândia e Nova Gales do Sul, mas naquela época eles eram considerados pragas. Embora os estorninhos-malhados tenham sido avistados pela primeira vez em Albany, Austrália Ocidental, em 1917, foram amplamente impedidos de se espalhar para o estado. A ampla e árida planície de Nullarbor oferece uma barreira natural e foram adotadas medidas de controle que mataram 55 mil aves ao longo de três décadas. O estorninho-malhado também colonizou a ilha dos Cangurus, a ilha de Lord Howe, a ilha Norfolque e a Tasmânia.

#### Nova Zelândia
Os primeiros colonos da Nova Zelândia limparam o mato e descobriram que suas plantações recém-plantadas foram invadidas por hordas de lagartas e outros insetos privados de suas fontes anteriores de alimento. As aves nativas não estavam acostumadas a viver perto do homem, então o estorninho-malhado foi introduzido da Europa junto com o pardal doméstico para controlar as pragas. Foi trazido pela primeira vez em 1862 pela Nelson Acclimatization Society e outras introduções se seguiram. As aves logo se estabeleceram e agora são encontradas em todo o país, incluindo as subtropicais ilhas Kermadec ao norte e a igualmente distante ilha Macquarie ao sul.

#### América do Norte

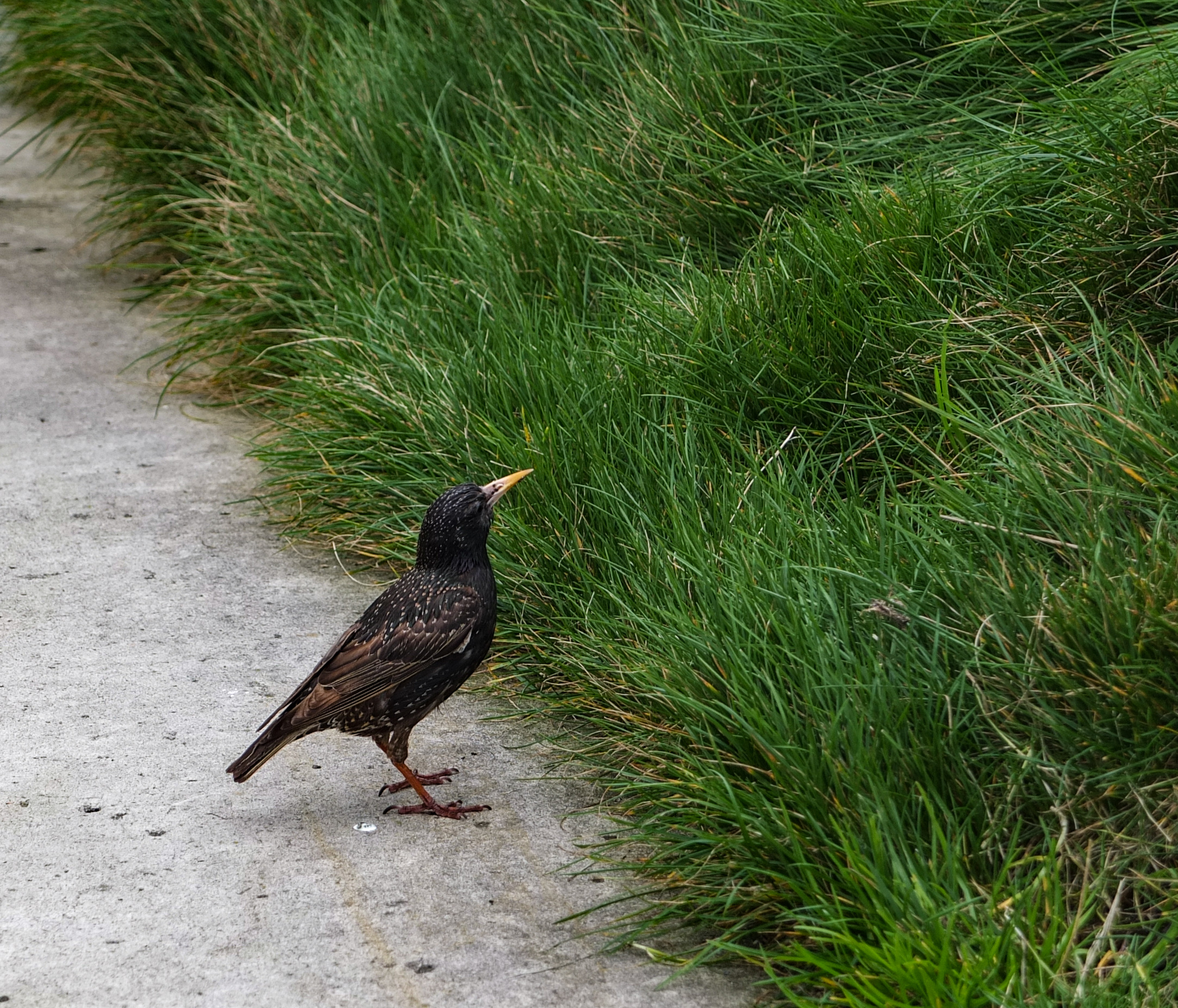
Em Half Moon Bay, Califórnia

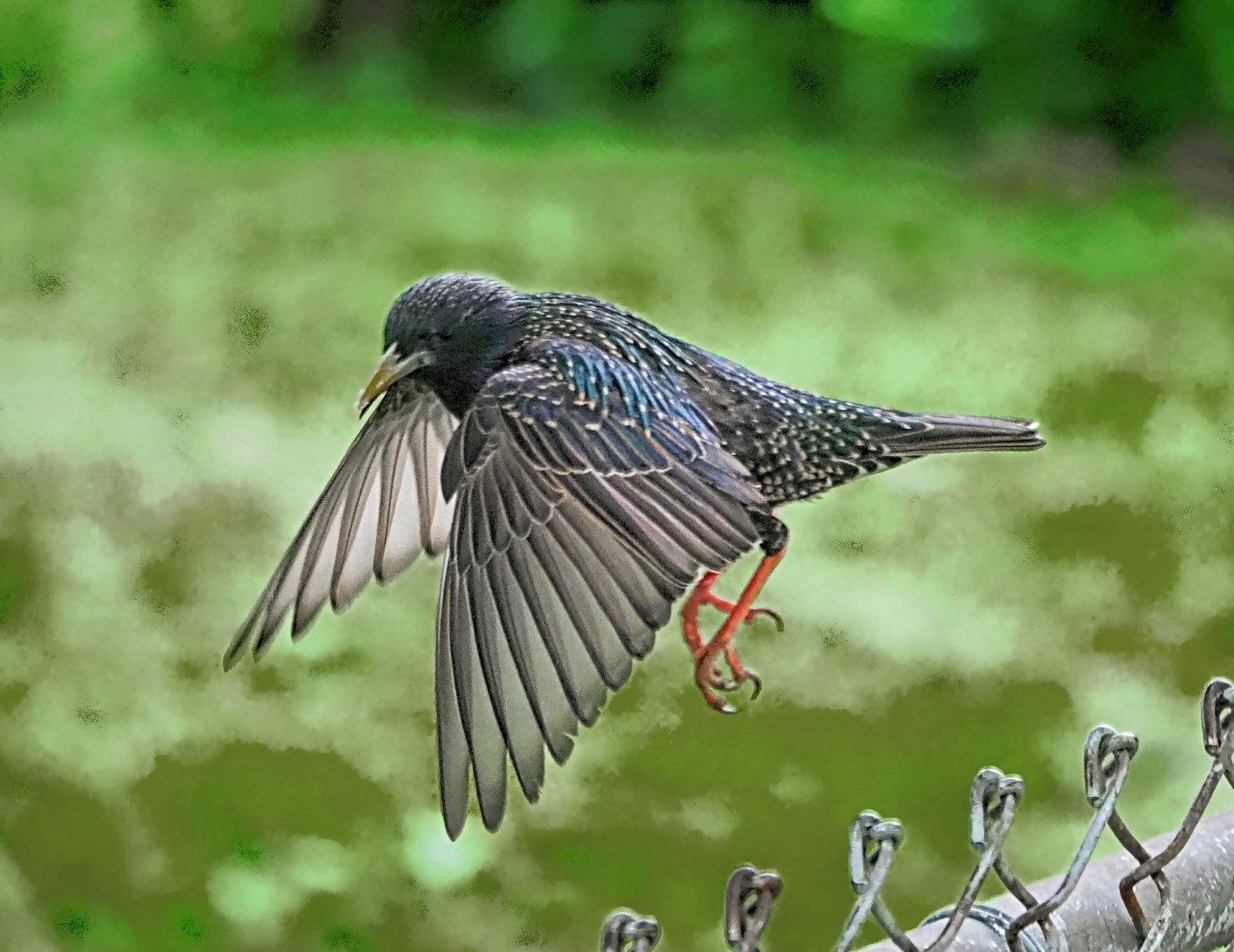
Um estorninho em voo no subúrbio de São Luís, Missuri

Vários registros da sociedade de aclimatação mencionam casos de estorninhos sendo introduzidos em Cincinati, Quebeque e Nova Iorque na década de 1870. Como parte de um esforço nacional, cerca de 60 estorninhos-malhados foram soltos em 1890 no Parque Central de Nova Iorque por Eugene Schieffelin, presidente da Sociedade Americana de Aclimatação. Tem sido amplamente divulgado que tentou introduzir todas as espécies de aves mencionadas nas obras de William Shakespeare na América do Norte, mas essa afirmação foi atribuída a um ensaio em 1948 do naturalista Edwin Way Teale, cujas notas parecem indicar que era especulação. Mais ou menos na mesma data, o Portland Song Bird Club lançou 35 pares de estorninhos-malhados em Portland, Oregão. Há registros de que introduções anteriores morreram em poucos anos, com as introduções de Nova Iorque e Portland em 1890 relatadas como as mais bem-sucedidas. Estima-se que a população das aves tenha crescido para 150 milhões, ocupando uma área que se estende do sul do Canadá e do Alasca até a América Central.

#### Polinésia
O estorninho-malhado parece ter chegado a Fiji em 1925 nas ilhas Ono-i-lau e Vatoa. Pode ter colonizado da Nova Zelândia via Raoul nas ilhas Kermadec, onde é abundante, sendo esse grupo aproximadamente equidistante entre a Nova Zelândia e Fiji. Sua disseminação em Fiji tem sido limitada e há dúvidas sobre a viabilidade da população. Tonga foi colonizada mais ou menos na mesma data e as aves estão se espalhando lentamente para o norte através do grupo.

#### África do Sul
Na África do Sul, o estorninho-malhado foi introduzido em 1897 por Cecil Rhodes. Espalhou-se lentamente e, em 1954, atingiu Clanwilliam e Porto Elizabeth. Agora é comum na região sul do Cabo, diminuindo para o norte até a área de Joanesburgo. Está presente nas províncias do Cabo Ocidental, Cabo Oriental e Estado Livre da África do Sul e da planície do Lesoto, com avistamentos ocasionais em Cuazulo-Natal, Gautengue e ao redor da cidade de Oranjemund na Namíbia. Na África Austral as populações parecem ser residentes e a ave está fortemente associada ao homem e aos habitats antropogênicos. Favorece a terra irrigada e está ausente das regiões onde o solo é tão seco que não pode sondar insetos. Pode competir com as aves nativas por locais de nidificação em fendas, mas as espécies indígenas são provavelmente mais desfavorecidas pela destruição do seu habitat natural do que pela competição interespecífica. Reproduz-se de setembro a dezembro e fora da época de reprodução pode reunir-se em grandes bandos, muitas vezes empoleirando-se em canaviais. É a espécie de ave mais comum em áreas urbanas e agrícolas.

#### Índias Ocidentais
Em 1901, os habitantes de São Cristóvão solicitaram ao Secretário Colonial uma ″doação governamental de estorninhos para exterminar″ um surto de gafanhotos que estava causando enormes danos às suas colheitas. O estorninho-malhado foi introduzido na Jamaica em 1903, e as Baamas e Cuba foram colonizadas naturalmente pelos Estados Unidos. Esta ave é bastante comum, mas local na Jamaica, Grande Baama e Bimini, e é rara no resto das Baamas e no leste de Cuba.

## Situação
A população global do estorninho-malhado é estimada em mais de 310 milhões de indivíduos e seus números não estão diminuindo significativamente, então o pássaro é classificado pela União Internacional para a Conservação da Natureza (UICN / IUCN) como de menor preocupação. Havia mostrado aumento acentuado em números em toda a Europa desde o século XIX até por volta dos anos 1950 e 1960. Por volta de 1830, S. v. vulgaris expandiu seu alcance nas Ilhas Britânicas, espalhando-se pela Irlanda e áreas da Escócia, onde anteriormente estava ausente, embora S. v. zetlandicus já estivesse presente em Xetlândia e nas Hébridas Exteriores. O estorninho-malhado se reproduziu no norte da Suécia a partir de 1850 e na Islândia a partir de 1935. A área de reprodução se espalhou pelo sul da França até o nordeste da Espanha, e houve outras expansões de área, particularmente na Itália, Áustria e Finlândia. Começou a se reproduzir na Península Ibérica em 1960, enquanto o alcance do estorninho impecável estava se expandindo para o norte desde a década de 1950. A baixa taxa de avanço, cerca de 4,7 quilômetros (2,9 milhas) por ano para ambas as espécies, é devido ao terreno abaixo do ideal de montanha e floresta. Desde então, a expansão diminuiu ainda mais devido à competição direta entre as duas espécies semelhantes, onde elas se sobrepõem no sudoeste da França e no noroeste da Espanha.
Grandes declínios nas populações foram observados a partir de 1980 na Suécia, Finlândia, norte da Rússia (Carélia) e Estados Bálticos, e declínios menores em grande parte do resto do norte e centro da Europa. A ave foi afetada negativamente nessas áreas pela agricultura intensiva e, em vários países, foi incluída na Lista Vermelha da UICN devido ao declínio populacional de mais de 50%. Os números diminuíram no Reino Unido em mais de 80% entre 1966 e 2004; embora as populações em algumas áreas, como a Irlanda do Norte, tenham se mantido estáveis ou até aumentado, as de outras áreas, principalmente na Inglaterra, diminuíram ainda mais acentuadamente. O declínio geral parece ser devido à baixa taxa de sobrevivência das aves jovens, que pode ser causada por mudanças nas práticas agrícolas. Os métodos de cultivo intensivos usados no norte da Europa significam que há menos pastagens e habitats de prados disponíveis, e a oferta de invertebrados de pastagem necessários para o desenvolvimento dos filhotes é correspondentemente reduzida.

## Relações com humanos

### Benefícios e problemas

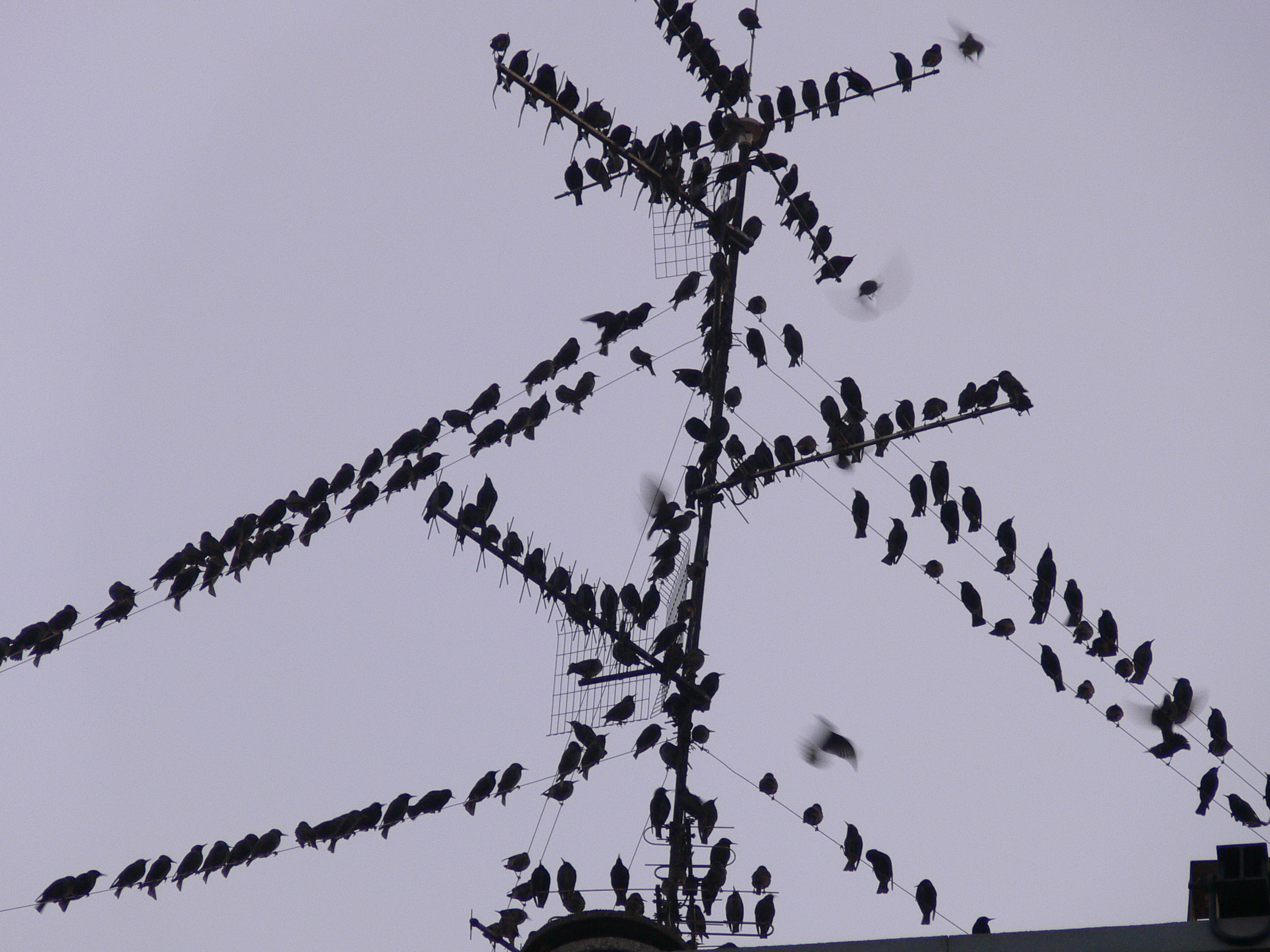
Congregando em fios na França

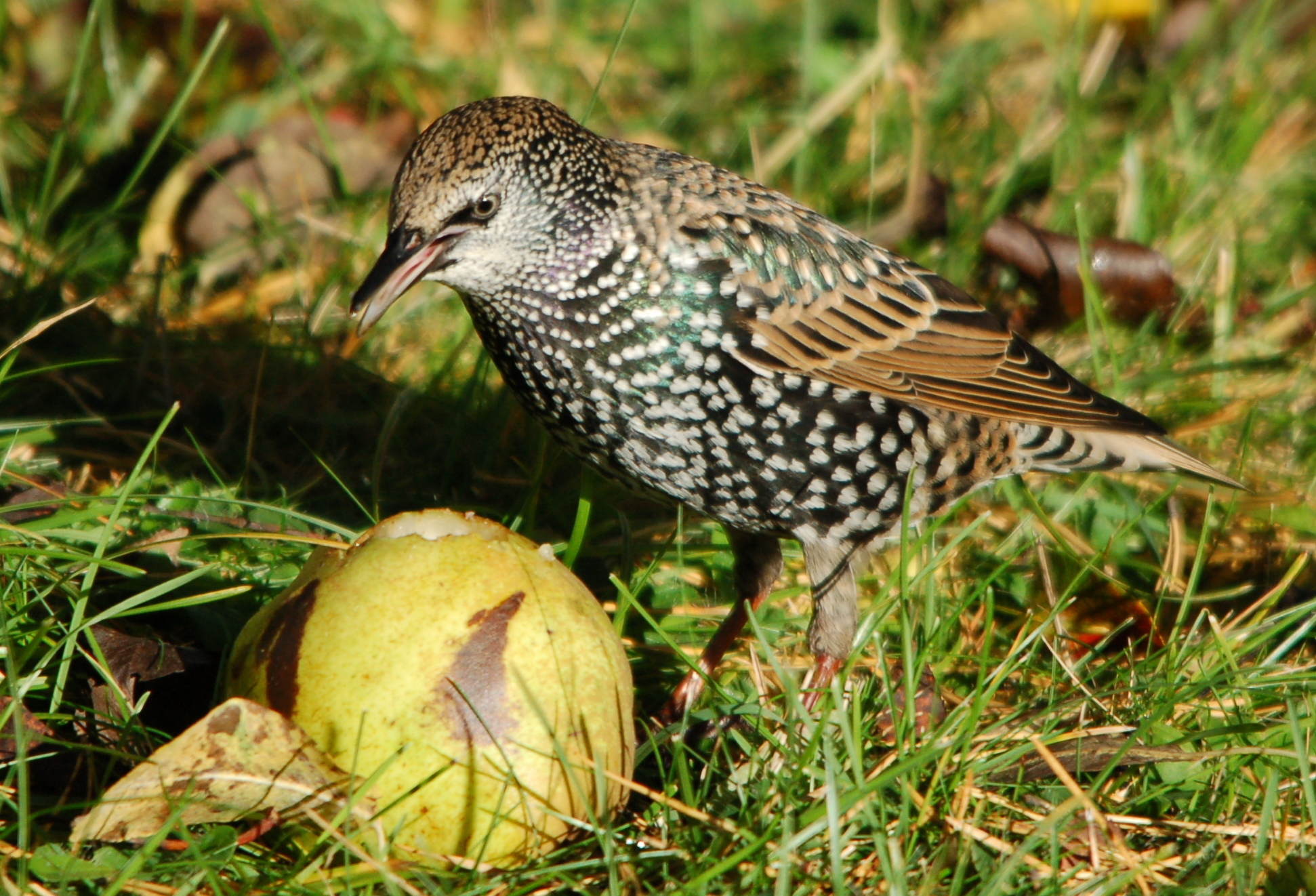
Alimentando-se de uma maçã inesperada

Como os estorninhos-malhados comem pragas de insetos, como minhocas, são considerados benéficos no norte da Eurásia, e essa foi uma das razões dadas para a introdução das aves em outros lugares. Cerca de 25 milhões de poedouros foram erguidos para esta espécie na antiga União Soviética, e os estorninhos-malhados foram considerados eficazes no controle da larva de grama Costtelytra zealandica na Nova Zelândia. A introdução original australiana foi facilitada pelo fornecimento de poedouros para ajudar esta ave principalmente insetívora a se reproduzir com sucesso, e mesmo nos Estados Unidos, onde é tida como praga, o Departamento de Agricultura reconhece que grande número de insetos é consumido por estorninhos-malhados.
Estorninhos-malhados introduzidos em áreas como Austrália ou América do Norte, onde outros membros do gênero estão ausentes, podem afetar espécies nativas através da competição por buracos de ninho. Na América do Norte, chapins, trepadeiras-azuis (Sitta), pica-paus, andorinhas-roxas (Progne subis) e outras andorinhas (hirundinídeos) podem ser afetadas. Na Austrália, os concorrentes para locais de nidificação incluem os periquitos-omnicolor (Platycercus eximius) e periquitos-carmesins (Platycercus elegans). Por seu papel no declínio de espécies nativas locais e os danos à agricultura, o estorninho-malhado foi incluído na lista 100 das espécies exóticas invasoras mais daninhas do mundo da UICN.
Os estorninhos-malhados são generalistas de habitat, o que significa que são capazes de explorar uma infinidade de habitats, locais de nidificação e fontes de alimento. Isso, juntamente com o fato de serem aves de várzea que coexistem facilmente com humanos, permite que aproveitem outras aves nativas, principalmente o pica-pau. Estorninhos são considerados onívoros agressivos que utilizam uma técnica de sondagem de bico aberto que lhes dá uma vantagem evolutiva sobre os pássaros que são frugívoros. Seu comportamento agressivo e gregário em termos de alimentação permite que superem as espécies nativas. Estorninhos-malhados também são agressivos na criação de cavidades de seus ninhos. Muitas vezes usurpam o local do ninho, por exemplo, o oco de uma árvore, e o enchem rapidamente com cama e contaminantes em comparação com outras espécies, como os papagaios nativos, que usam pouca ou nenhuma cama.
Estorninhos-malhados podem comer e danificar frutas em pomares, como uvas, pêssegos, azeitonas, groselhas e tomates, ou desenterrar grãos recém-semeados e culturas germinadas. Também podem comer ração animal e distribuir sementes através de seus excrementos. No leste da Austrália, acredita-se que ervas daninhas como Asparagus asparagoides, amora e Chrysanthemoides monilifera tenham sido espalhadas por estorninhos-malhados. Os danos agrícolas nos Estados Unidos são estimados em cerca de US$ 800 milhões por ano. Esta ave não é considerada tão prejudicial à agricultura na África do Sul quanto nos Estados Unidos.
Estorninhos-malhados aproveitam campos agrícolas, instalações pecuárias e outras fontes humanas de alimentos e locais de nidificação. Os estorninhos muitas vezes atacam plantações como uvas, azeitonas e cerejas consumindo quantidades excessivas de colheitas em grandes bandos e em novos campos de grãos, estorninhos arrancam plantas jovens e comem as sementes. Em testes em gaiolas, foi demonstrado que os estorninhos comem 7 a 23 gramas (0,25 a 0,81 onças) de ração animal diariamente e 20 a 40 gramas (0,71 a 1,41 onças) de alimentos vegetais, o que significa que uma porção decente das colheitas é consumida por essas aves. Danos causados por pássaros nas uvas em 1968 custaram mais de US$ 4,4 milhões, perdendo quase 17% das colheitas. Os estorninhos-malhados também costumam se reunir em comedouros para comer grãos e simultaneamente contaminam as fontes de comida e água fornecidas ao gado com seus excrementos. Por exemplo, suplementos de alta proteína adicionados à ração do gado são ingeridos seletivamente por estorninhos-malhados. Em 1968, o custo das rações de gado consumidas durante o inverno pelos estorninhos era de US$ 84 por 1.000 estorninhos e é proposto que seja muito mais caro hoje devido ao aumento nos custos atuais da alimentação do gado. O pardal-doméstico (Passer domesticus) e o estorninho-malhado são pragas agrícolas consideráveis, causando juntos cerca de US$ 1 bilhão por ano em danos às plantações.
O grande tamanho dos bandos também pode causar problemas. Estorninhos-malhados podem ser sugados por motores a jato de aeronaves, um dos piores casos disso foi um incidente em Boston em 1960, quando sessenta e duas pessoas morreram depois que um avião turboélice voou em direção a um bando e caiu no mar em Winthrop Harbor. Os grandes poleiros do estorninho-malhado representam muitos riscos de segurança para aeronaves, principalmente incluindo o entupimento de motores que simultaneamente desligam o avião na descida. Dos anos de 1990 a 2001, 852 incidentes de risco de aeronave devido a estorninhos e melros foram relatados com 39 colisões causando grandes danos que custaram um total de US$ 1.607.317.
Os excrementos dos estorninhos podem conter o fungo Histoplasma capsulatum, causador da histoplasmose em humanos. Nos poleiros, esse fungo pode prosperar em excrementos acumulados. Há uma série de outras doenças infecciosas que podem ser potencialmente transmitidas por estorninhos-malhados para humanos, embora o potencial das aves de espalhar infecções possa ter sido exagerado. A disseminação de doenças para o gado também é uma preocupação, possivelmente mais importante do que os efeitos do estorninho no consumo de alimentos ou na transmissão de doenças aos seres humanos. A disseminação da histoplasmose relatada numa fábrica de Nebrasca causou uma perda de 10 mil porcos com a propagação da doença, que foi avaliada em US$ 1 milhão em 2014.

### Controle

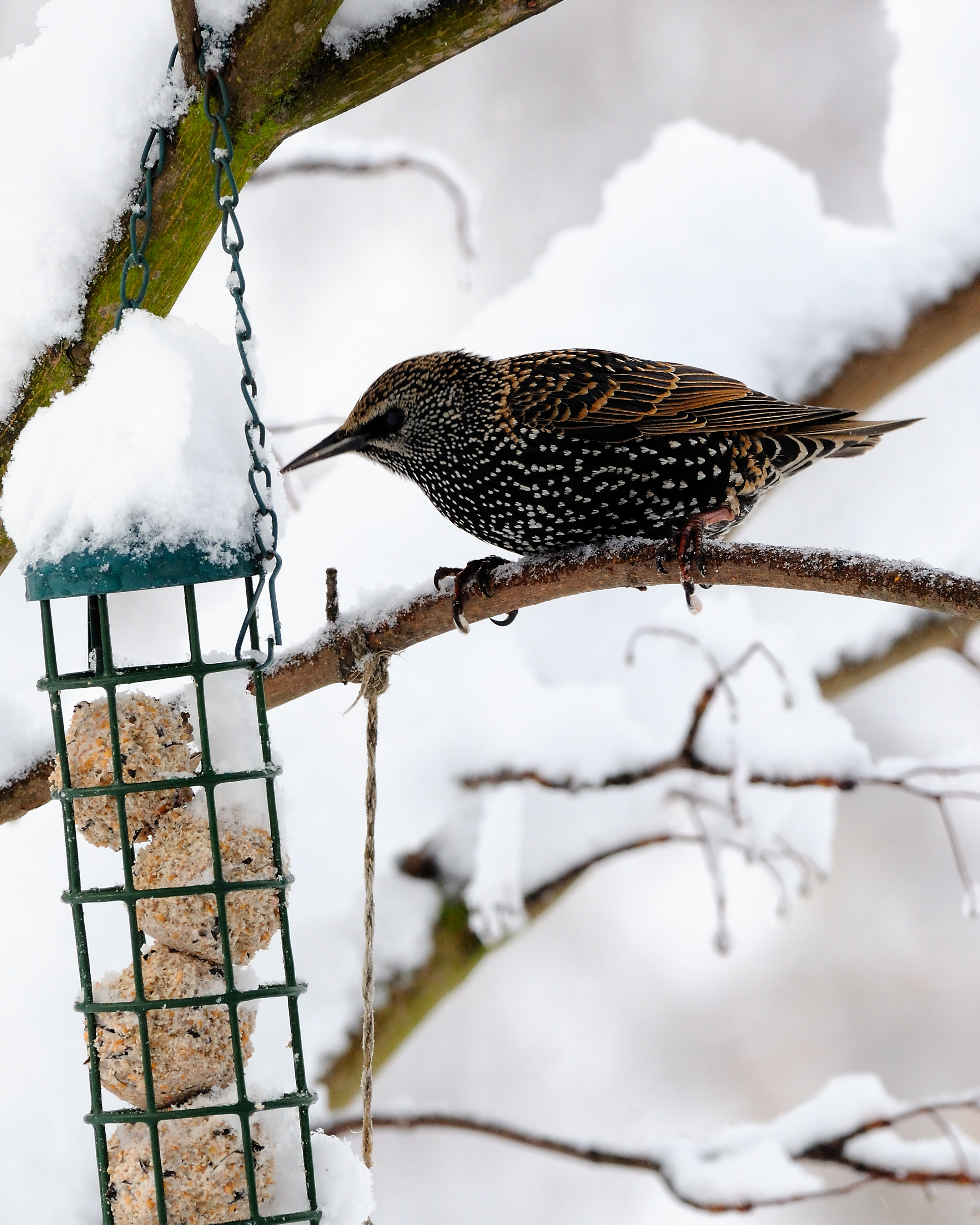
Visitando um alimentador de pássaro

Devido ao impacto dos estorninhos na produção agrícola, houve tentativas de controlar o número de populações nativas e introduzidas. Dentro da área de reprodução natural, isso pode ser afetado pela legislação. Por exemplo, na Espanha, a espécie é caçada comercialmente como alimento e tem época de defeso, enquanto na França é classificada como praga, e a época em que pode ser morta cobre a maior parte do ano. Na Grã-Bretanha, os estorninhos são protegidos pela Lei da Vida Selvagem e do Campo de 1981, que torna "ilegal matar, ferir ou pegar intencionalmente um estorninho, ou levar, danificar ou destruir um ninho ativo ou seu conteúdo". A Ordem da Vida Selvagem na Irlanda do Norte permite, com uma licença geral, "uma pessoa autorizada a controlar estorninhos para evitar danos graves à agricultura ou preservar a saúde e segurança pública". A espécie é migratória, portanto, as aves envolvidas nas medidas de controle podem ter vindo de uma área ampla e as populações reprodutoras podem não ser muito afetadas. Na Europa, a legislação variada e as populações móveis significam que as tentativas de controle podem ter resultados limitados a longo prazo. Técnicas não letais, como assustar com dispositivos visuais ou auditivos, têm apenas efeito temporário em qualquer caso.
Enormes poleiros urbanos nas cidades podem criar problemas devido ao barulho e bagunça e ao cheiro dos excrementos. Em 1949, tantos pássaros pousaram nos ponteiros do relógio do Big Ben de Londres que ele parou, levando a tentativas malsucedidas de interromper os poleiros com redes, produtos químicos repelentes nas bordas e transmissões de alarmes de estorninhos-malhados. Um episódio inteiro de The Goon Show em 1954 foi uma paródia dos esforços fúteis para interromper os grandes poleiros no centro de Londres. Onde é introduzido, o estorninho-malhado fica desprotegido pela legislação, e planos de controle extensivos podem ser iniciados. Podem ser impedidos de usar poeiros garantindo que os orifícios de acesso sejam menores do que o diâmetro de 1,5 polegada (38 milímetros) que precisam, e a remoção de poleiros os desencoraja de visitar os alimentadores de pássaros.
A Austrália Ocidental proibiu a importação de estorninhos-malhados em 1895. Novos bandos que chegam do leste são rotineiramente abatidos, enquanto os juvenis menos cautelosos são encurralados e capturados. Novos métodos estão sendo desenvolvidos, como marcar uma ave e rastreá-la de volta para estabelecer onde outros membros do bando se alojam. Outra técnica é analisar o ADN das populações de estorninhos-malhados australianos para rastrear onde a migração do leste para o oeste da Austrália está ocorrendo, para que melhores estratégias preventivas possam ser usadas. Em 2009, apenas 300 estorninhos-malhados foram deixados na Austrália Ocidental, e o estado comprometeu mais A$ 400.000 naquele ano para continuar o programa de erradicação.
Nos Estados Unidos, estorninhos-malhados estão isentos da Lei do Tratado de Aves Migratórias, que proíbe a captura ou o abate de aves migratórias. Nenhuma permissão é necessária para remover ninhos e ovos ou matar juvenis ou adultos. A pesquisa foi realizada em 1966 para identificar um avicida adequado que mataria os estorninhos-malhados e seria prontamente comido por eles. Também precisava ser de baixa toxicidade para mamíferos e não causar a morte de animais de estimação que comiam pássaros mortos. O produto químico que melhor atendeu a esses critérios foi o DRC-1339, agora comercializado como estarlicida. Em 2008, o governo dos Estados Unidos envenenou, abateu ou prendeu 1,7 milhão de aves, o maior número de qualquer espécie incômoda a ser abatida. Em 2005, a população nos Estados Unidos foi estimada em 140 milhões de aves, cerca de 45% do total global de 310 milhões.
A probabilidade de estorninhos danificarem operações de alimentação depende do número de animais, favorecendo áreas com mais animais. Também mostram preferência por tipos de ração que não eram milho inteiro, mas rações menores, criando mais danos em áreas onde a ração era menor. Também mostraram preferência alimentar com base na composição. Uma solução proposta para este problema é o uso de alimentos menos palatáveis pelos agricultores, talvez contando com tipos de alimentos maiores ou alimentos com composição menos favorável aos estorninhos. Uma solução adicional para o controle de mitigação envolve garantir que as operações de alimentação do gado não estejam próximas umas das outras ou de poleiros de estorninhos. As condições climáticas também tiveram impacto sobre se os estorninhos visitavam as operações de alimentação do gado, com maior probabilidade de visitar em temperaturas mais frias ou após tempestades de neve. Alternativas para o manejo de populações de estorninhos em áreas agrícolas incluem o uso de estarlicida. Verificou-se que o uso de estarlicida reduz a disseminação de Salmonella enterica em gado e outras doenças encontradas entre o gado. Embora isso não pareça eliminar completamente a introdução dessas doenças, foi determinado que são contribuintes e o controle de estorninhos é uma estratégia de mitigação bem-sucedida.

### Na ciência e cultura

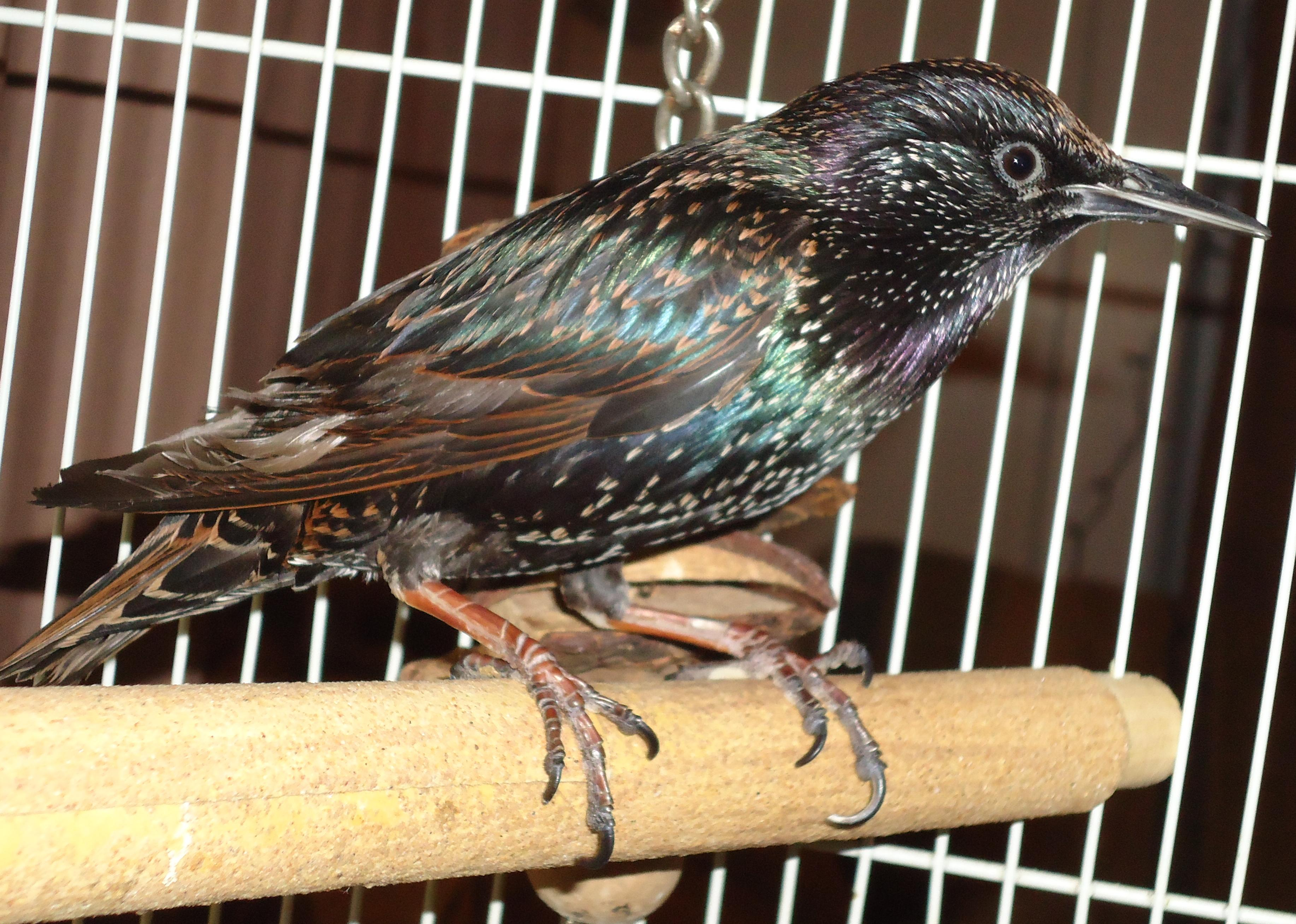
Como bicho de estimação

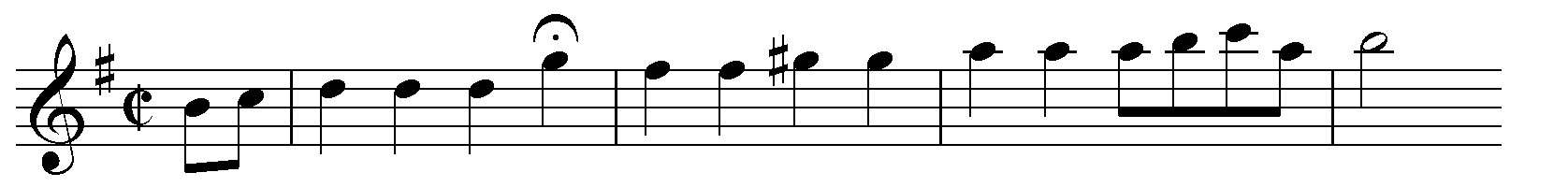
A "canção do estorninho" de Mozart

Estorninhos-malhados podem ser mantidos como animais de estimação ou como animais de laboratório. O etólogo austríaco Konrad Lorenz escreveu sobre eles em seu livro King Solomon's Ring como "o cachorro do pobre homem" e "algo para amar", porque os filhotes são facilmente obtidos na natureza e, após cuidadosa criação manual, são fáceis de cuidar. Se adaptam bem ao cativeiro e prosperam com dieta de ração padrão para pássaros e larvas de farinha. Vários pássaros podem ser mantidos na mesma gaiola, e sua curiosidade os torna fáceis de treinar ou estudar. As únicas desvantagens são seus hábitos de defecação confusos e indiscriminados e a necessidade de tomar precauções contra doenças que podem ser transmitidas aos seres humanos. Como pássaro de laboratório, o estorninho-malhado é o segundo em número apenas atrás do pombo-doméstico.
O dom do estorninho-malhado à mímica é reconhecido há muito tempo. No galês medieval Mabinogion, Branwen domou um estorninho-malhado, "ensinou-lhe palavras", e o enviou através do Mar da Irlanda com uma mensagem para seus irmãos, Bran e Manawydan, que então navegaram do País de Gales à Irlanda para resgatá-la. Mozart tinha um estorninho-malhado de estimação que podia cantar parte de seu Concerto para Piano em Sol Maior (KV. 453). Ele o comprou numa loja depois de ouvi-lo cantar uma frase de uma obra que havia escrito seis semanas antes, que ainda não havia sido apresentada em público. Ele se apegou muito ao pássaro e organizou um funeral elaborado para ele quando morreu três anos depois. Tem sido sugerido que seu Uma Piada Musical (K. 522) pode ser escrito no estilo cômico e inconsequente da vocalização de um estorninho. Outras pessoas que tiveram estorninhos-malhados relatam como são hábeis em pegar frases e expressões. As palavras não têm significado para o estorninho, então muitas vezes as misturam ou as usam no que para os humanos são ocasiões inadequadas em suas canções. Sua capacidade de mímica é tão grande que estranhos procuraram em vão pelo humano que pensam ter acabado de ouvir falar.
Estorninhos-malhados são capturados por comida em alguns países árabes. A carne é dura e de baixa qualidade, por isso é empanada ou feita em patê. Uma receita dizia que deveria ser cozido "até ficar macio, por mais tempo que isso possa ser". Mesmo quando preparado corretamente, ainda pode ser visto como um gosto adquirido.